# 1996 dans les parcs de loisirs
| Années des parcs de loisirs : 1993 - 1994 - 1995 - 1996 - 1997 - 1998 - 1999    |
| Décennies des parcs de loisirs : 1960 - 1970 - 1980 - 1990 - 2000 - 2010 - 2020 |

## Parcs d'attractions

### Ouverture
- Fami P.A.R.C ( France)
- CentrO.Park ( Allemagne)
- Freizeitpark Plohn ( Allemagne)
- Legoland Windsor ( Royaume-Uni)
- Pacific Park ( États-Unis)
- Warner Bros. Movie World Germany Aujourd'hui connu sous le nom Movie Park Germany ( Allemagne)
- Wild Adventures ( États-Unis)
- Magic Land ( Égypte)

### Changement de nom
- Six Flags Over Mid-America devient Six Flags St. Louis ( États-Unis)

## Événements
- Cedar Point ( États-Unis) reçoit l'Applause Award au titre de meilleur parc de loisirs du monde.
- Port Aventura ( Espagne) la gare de Port Aventura de la Renfe est édifiée.

## Parcs aquatiques

### Ouverture
- Caribbean Bay ( Corée du Sud)

### Fermeture
- Océade de Strasbourg ( France)

## Analyse économique de l'année

### Classement des 10 parcs d'attractions les plus visités dans le monde
| Rang | Parc                             | Ville / Pays            | Fréquentation (en millions de visiteurs) |
| ---- | -------------------------------- | ----------------------- | ---------------------------------------- |
| 1    | Tokyo Disneyland                 | Tokyo / Japon           | 16 980 000                               |
| 2    | Disneyland                       | Anaheim / États-Unis    | 15 000 000                               |
| 3    | Magic Kingdom                    | Orlando / États-Unis    | 13 800 000                               |
| 4    | Parc Disneyland                  | Chessy / France         | 11 700 000                               |
| 5    | Epcot                            | Orlando / États-Unis    | 11 200 000                               |
| 6    | Disney-MGM Studios               | Orlando / États-Unis    | 9 970 000                                |
| 7    | Universal Studios Florida        | Orlando / États-Unis    | 8 400 000                                |
| 8    | Everland                         | Yongin / Corée du Sud   | 8 000 000                                |
| 9    | Blackpool Pleasure Beach         | Blackpool / Royaume-Uni | 7 500 000                                |
| 10   | Yokohama Hakkeijima Sea Paradise | Yokohama / Japon        | 6 900 000                                |

### Classement des 10 parcs d'attractions les plus visités en Europe
| Rang | Parc,                    | Ville / Pays                   | Fréquentation (en millions de visiteurs) |
| ---- | ------------------------ | ------------------------------ | ---------------------------------------- |
| 1    | Parc Disneyland          | Chessy / France                | 11 700 000                               |
| 2    | Blackpool Pleasure Beach | Blackpool / Royaume-Uni        | 7 500 000                                |
| 3    | Jardins de Tivoli        | Copenhague / Danemark          | 3 100 000                                |
| 4    | Efteling                 | Kaatsheuvel / Pays-Bas         | 3 000 000                                |
| 5*   | Alton Towers             | Staffordshire / Royaume-Uni    | 2 700 000                                |
| 5*   | Port Aventura            | Salou / Espagne                | 2 700 000                                |
| 7    | Europa-Park              | Rust / Allemagne               | 2 500 000                                |
| 8*   | Gardaland                | Castelnuovo del Garda / Italie | 2 400 000                                |
| 8*   | Liseberg                 | Göteborg / Suède               | 2 400 000                                |
| 10   | Bakken                   | Copenhague / Danemark          | 2 100 000                                |

## Attractions

### Montagnes russes

#### Délocalisations
| Nom                       | Type/Modèle                    | Constructeur      | Parc                              | Pays        | Anciennement                                |
| ------------------------- | ------------------------------ | ----------------- | --------------------------------- | ----------- | ------------------------------------------- |
| Crazy Loop                | Assises                        | Pinfari           | Pleasure Island Family Theme Park | Royaume-Uni | Crazy Loop à Flamingo Land Theme Park & Zoo |
| Devil's Mine              | Junior / Vekoma Junior Coaster | Vekoma            | Fort Fun Abenteuerland            | Allemagne   | Terror Train à Planet FunFun                |
| Looping Star              | Assises / Looping Star         | Anton Schwarzkopf | Playcenter São Paulo              | Brésil      | Lisebergs Loopen à Liseberg                 |
| Marienkäferbahn           | Junior / Tivoli                | Zierer            | Traumland auf der Bärenhöhle      | Allemagne   | Kiddy Coaster à Planet FunFun               |
| Nightmare at Phantom Cave | En intérieur                   | Anton Schwarzkopf | Darien Fun Country                | États-Unis  | Starchaser à Kentucky Kingdom               |
| Thriller                  | Assises                        | Anton Schwarzkopf | Gröna Lund                        | Suède       | Attraction foraine                          |

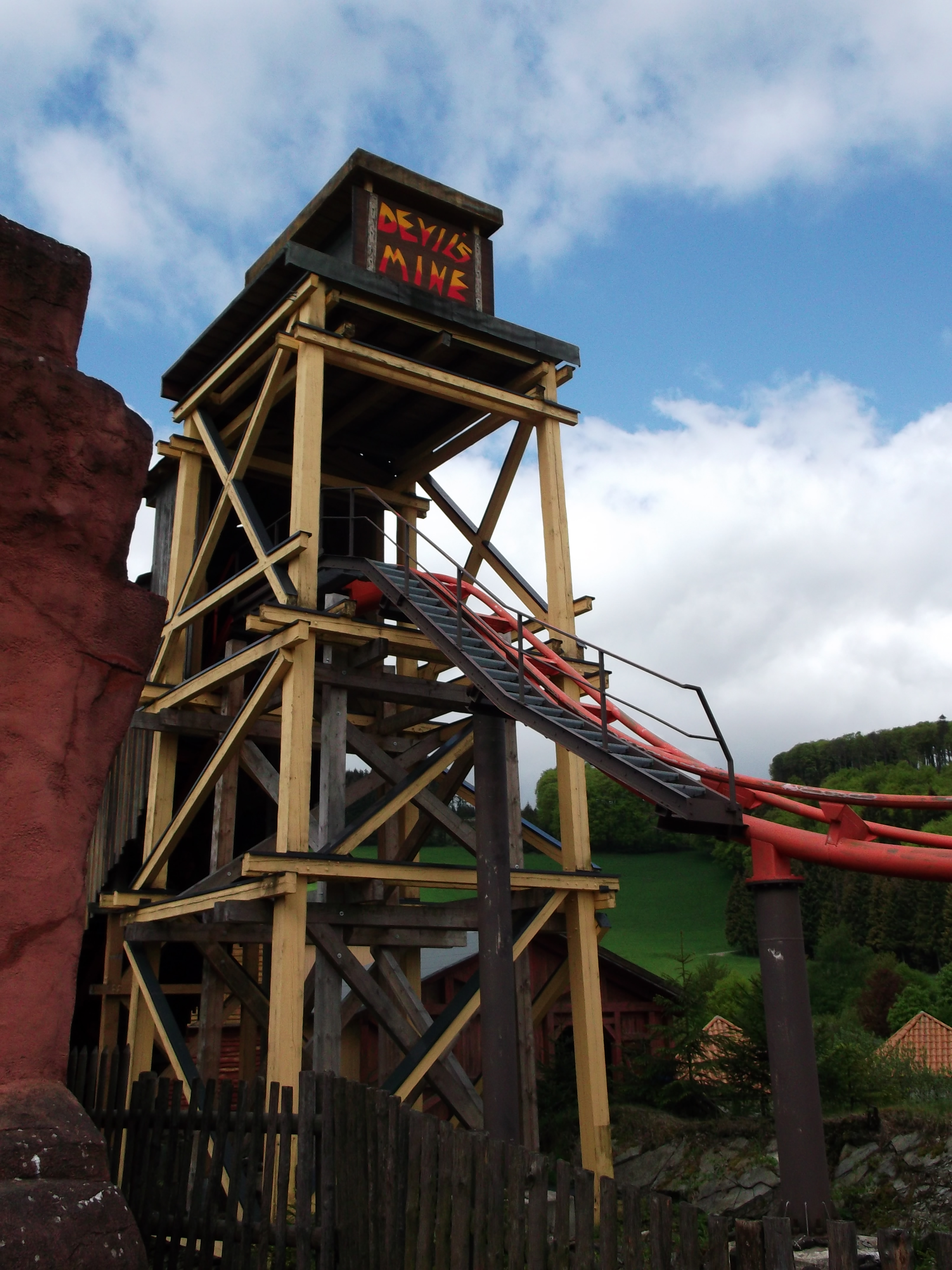
Devil's Mine à Fort Fun Abenteuerland

#### Nouveautés
| Nom                                                                                 | Type/Modèle                                                  | Constructeur                  | Parc                             | Pays         |
| ----------------------------------------------------------------------------------- | ------------------------------------------------------------ | ----------------------------- | -------------------------------- | ------------ |
| Barnstormer                                                                         | Junior / Vekoma Junior Coaster                               | Vekoma                        | Magic Kingdom                    | États-Unis   |
| Batflyer                                                                            | Suspendues                                                   |                               | Lightwater Valley                | Royaume-Uni  |
| Big Timber Log Ride                                                                 | Aquatiques                                                   | E&F Miler Industries (en)     | Enchanted Forest                 | États-Unis   |
| Boomerang                                                                           | Navette inversée/Boomerang                                   | Vekoma                        | Jerudong Park                    | Brunei       |
| Boomerang                                                                           | Navette/Boomerang                                            | Vekoma                        | Fantasilandia                    | Chili        |
| Butterfly                                                                           | Junior                                                       | Heege Freizeittechnik         | Skyline Park                     | Allemagne    |
| Colorado Adventure                                                                  | Train de la mine                                             | Vekoma                        | Phantasialand                    | Allemagne    |
| Coyote's und Roadrunner's Achterbahn Devenu Backyardigans: Mission to Mars en 2008. | Junior / Vekoma Junior Coaster                               | Vekoma                        | Movie Park Germany               | Allemagne    |
| Dragon                                                                              | E-Powered                                                    | Zamperla                      | Williams Amusements              | Royaume-Uni  |
| Dragon Wagon                                                                        | Junior/Flying Dragon                                         | Wisdom Rides                  | Adventureland (en)               | États-Unis   |
| Fujiyama                                                                            | Hyper montagnes russes                                       | Togo                          | Fuji-Q Highland                  | Japon        |
| Gadget's Go Coaster                                                                 | Junior / Vekoma Junior Coaster                               | Vekoma                        | Tokyo Disneyland                 | Japon        |
| Great White                                                                         | Bois                                                         | Custom Coasters International | Morey's Piers                    | États-Unis   |
| Izzy Devenu Wilde Maus en 1997.                                                     | Wild Mouse                                                   | Mack Rides                    | Busch Gardens Williamsburg       | États-Unis   |
| Joker's Revenge                                                                     | Assise/Hurricane                                             | Vekoma                        | Six Flags Fiesta Texas           | États-Unis   |
| Kopermijn                                                                           | Wild Mouse                                                   | Maurer Söhne                  | Drievliet                        | Pays-Bas     |
| Lethal Weapon Pursuit Devenu Cop Car Chase en 2005.                                 | Assise                                                       | Intamin/Giovanola             | Warner Bros. Movie World Germany | Allemagne    |
| Lil' Phantom                                                                        | Junior                                                       | Molina & Son's                | Kennywood                        | États-Unis   |
| Looping Thunder                                                                     | Assise/ZL42                                                  | Pinfari                       | Oaks Amusement Park (en)         | États-Unis   |
| Mantis Devenu Rougarou en 2015.                                                     | Debout                                                       | Bolliger & Mabillard          | Cedar Point                      | États-Unis   |
| Megafobia                                                                           | Bois                                                         | Custom Coasters International | Oakwood Theme Park               | Royaume-Uni  |
| The Mind Eraser Devenu Head Spin en 2004.                                           | Navette/Boomerang                                            | Vekoma                        | Geauga Lake                      | États-Unis   |
| Montu                                                                               | Inversée                                                     | Bolliger & Mabillard          | Busch Gardens Tampa              | États-Unis   |
| Orochi                                                                              | Inversée                                                     | Bolliger & Mabillard          | Expoland                         | Japon        |
| Outer Limits: Flight of Fear Devenu Flight of Fear en 2001                          | Lancée en intérieur                                          | Premier Rides                 | Paramount's Kings Island         | États-Unis   |
| Outer Limits: Flight of Fear Devenu Flight of Fear en 2001                          | Lancée en intérieur                                          | Premier Rides                 | Paramount's Kings Dominion       | États-Unis   |
| Pegasus                                                                             | Bois                                                         | Custom Coasters International | Big Chief Carts And Coasters     | États-Unis   |
| Rioolrat                                                                            | Junior / Vekoma Junior Coaster Montagnes russes en intérieur | Vekoma                        | Avonturenpark Hellendoorn        | Pays-Bas     |
| Rolling Thunder Devenu Great Chase en 2000.                                         | Assise                                                       | E&F Miler Industries (en)     | Riverside: The Great Escape      | États-Unis   |
| Runaway Mountain                                                                    | Assise                                                       | Premier Rides                 | Six Flags Over Texas             | États-Unis   |
| Santa Monica West Coaster                                                           | Assise                                                       | Morgan                        | Pacific Park                     | États-Unis   |
| Skull Mountain                                                                      | Assise en intérieur                                          | Intamin/Giovanola             | Six Flags Great Adventure        | États-Unis   |
| Teddy Bear                                                                          | Bois                                                         | Ralph Stricker                | Stricker's Grove                 | États-Unis   |
| Teeny-weeny Devenu Dvergbanen en 2012.                                              | Junior                                                       | SBF Visa Group                | TusenFryd                        | Norvège      |
| Tikitoc Train                                                                       | Junior                                                       | Interpark                     | Seoul Land                       | Corée du Sud |
| Timber Terror                                                                       | Bois                                                         | Custom Coasters International | Silverwood Theme Park            | États-Unis   |
| Underground                                                                         | Bois en intérieur                                            | Custom Coasters International | Adventureland                    | États-Unis   |
| Venus Devenu Venus GP en 2007.                                                      | Assise                                                       | Maurer Söhne                  | Space World                      | Japon        |
| Wapiti Devenu Spirale des Dunes en 2003.                                            | Assise                                                       | Soquet                        | Parc Bagatelle                   | France       |
| Wildcat                                                                             | Bois                                                         | Great Coasters International  | Hersheypark                      | États-Unis   |
| Wilde Maus                                                                          | Wild Mouse                                                   | Maurer Söhne                  | Prater de Vienne                 | Autriche     |
| Wild Mouse                                                                          | Wild Mouse                                                   | Mack Rides                    | Expoland                         | Japon        |
| Wild Mouse                                                                          | Wild Mouse                                                   | Mack Rides                    | Nagashima Spa Land               | Japon        |
| Wild Mouse                                                                          | Wild Mouse                                                   | Mack Rides                    | Magic Land                       | Égypte       |
| Wild Thing                                                                          | Assise                                                       | Chance Rides                  | Valleyfair                       | États-Unis   |
| X:\ No Way Out                                                                      | Assises/Enigma                                               | Vekoma                        | Thorpe Park                      | Royaume-Uni  |
| Zyklen Devenu Viper en 1997.                                                        | Assise                                                       | Anton Schwarzkopf             | Lightwater Valley                | Royaume-Uni  |
| Zillerator                                                                          | Assise                                                       | D.P.V. Rides                  | Playland                         | Canada       |

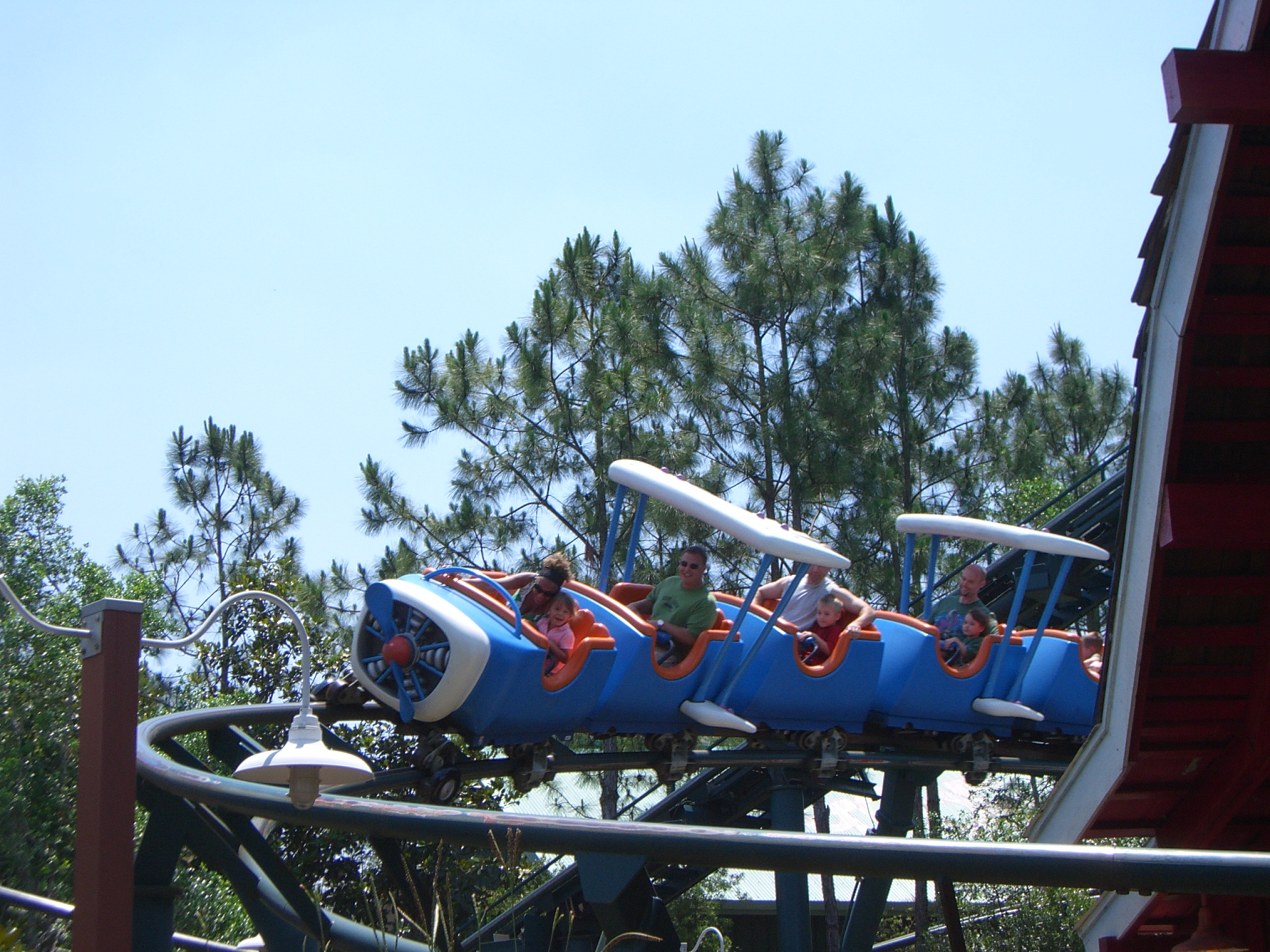
Barnstormer au Magic Kingdom
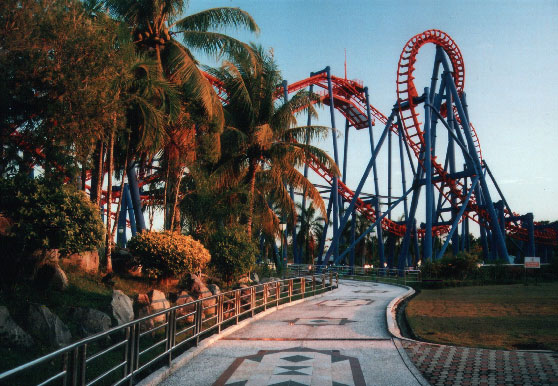
Boomerang à Jerudong Park
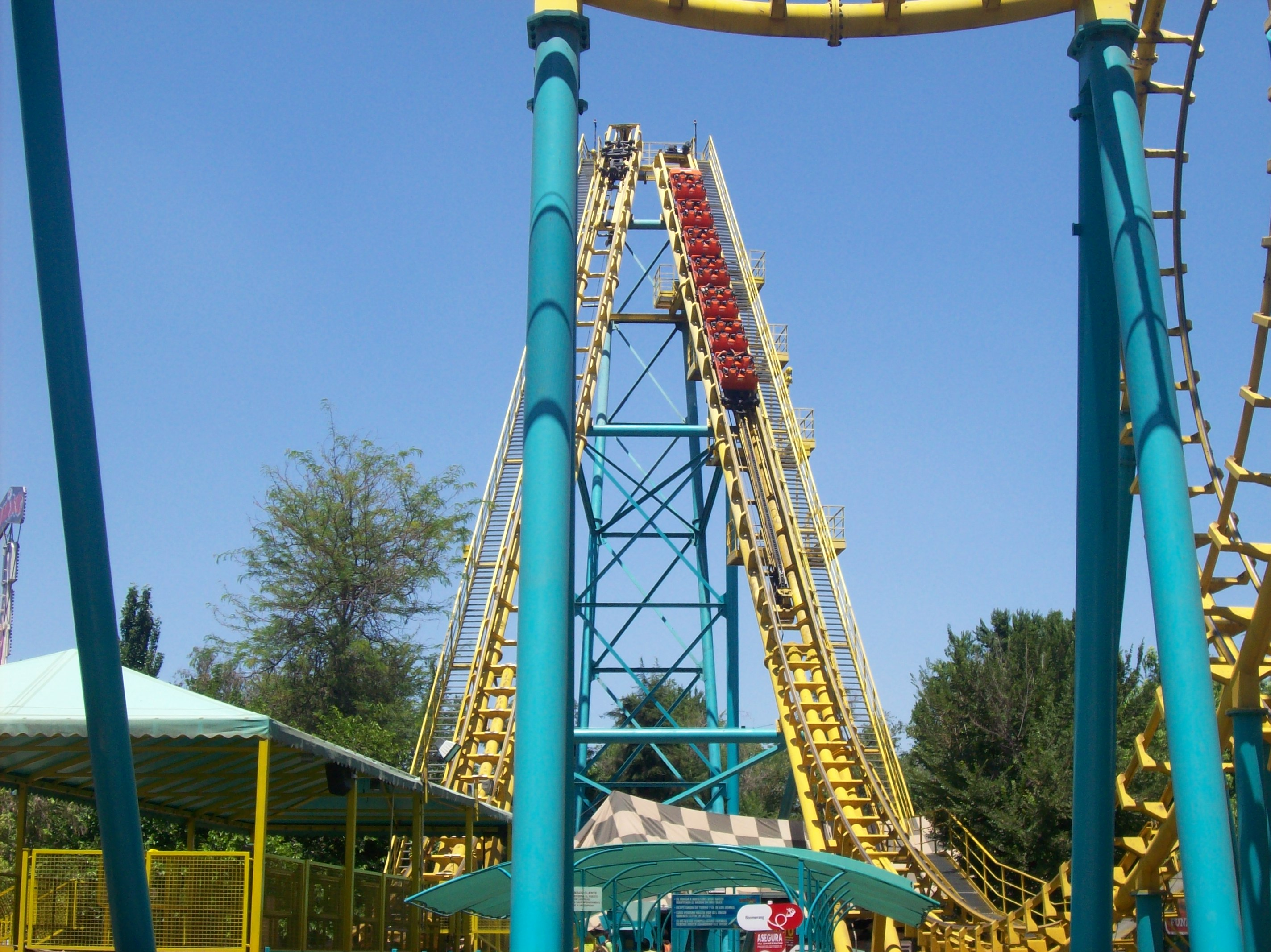
Boomerang à Fantasilandia
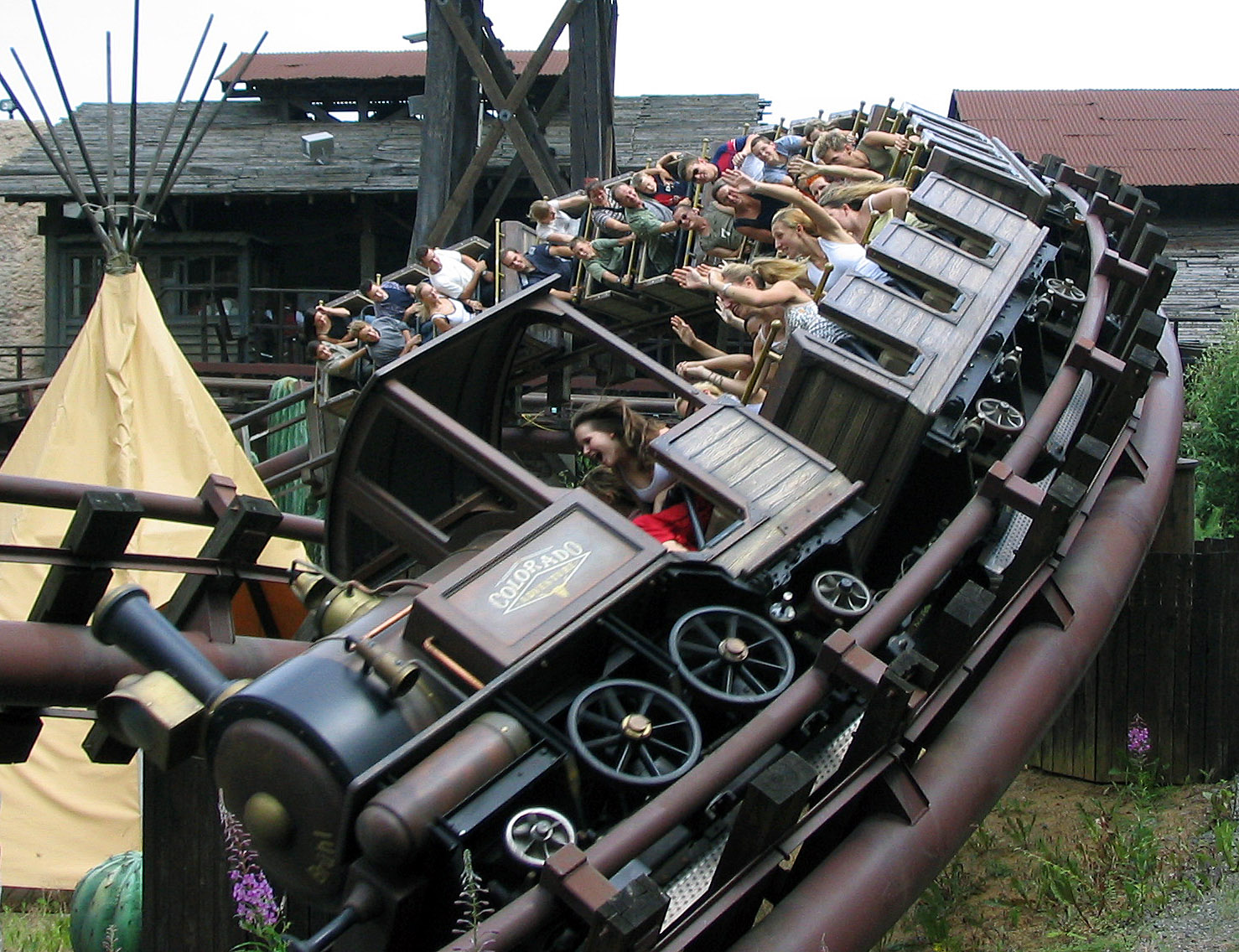
Colorado Adventure à Phantasialand
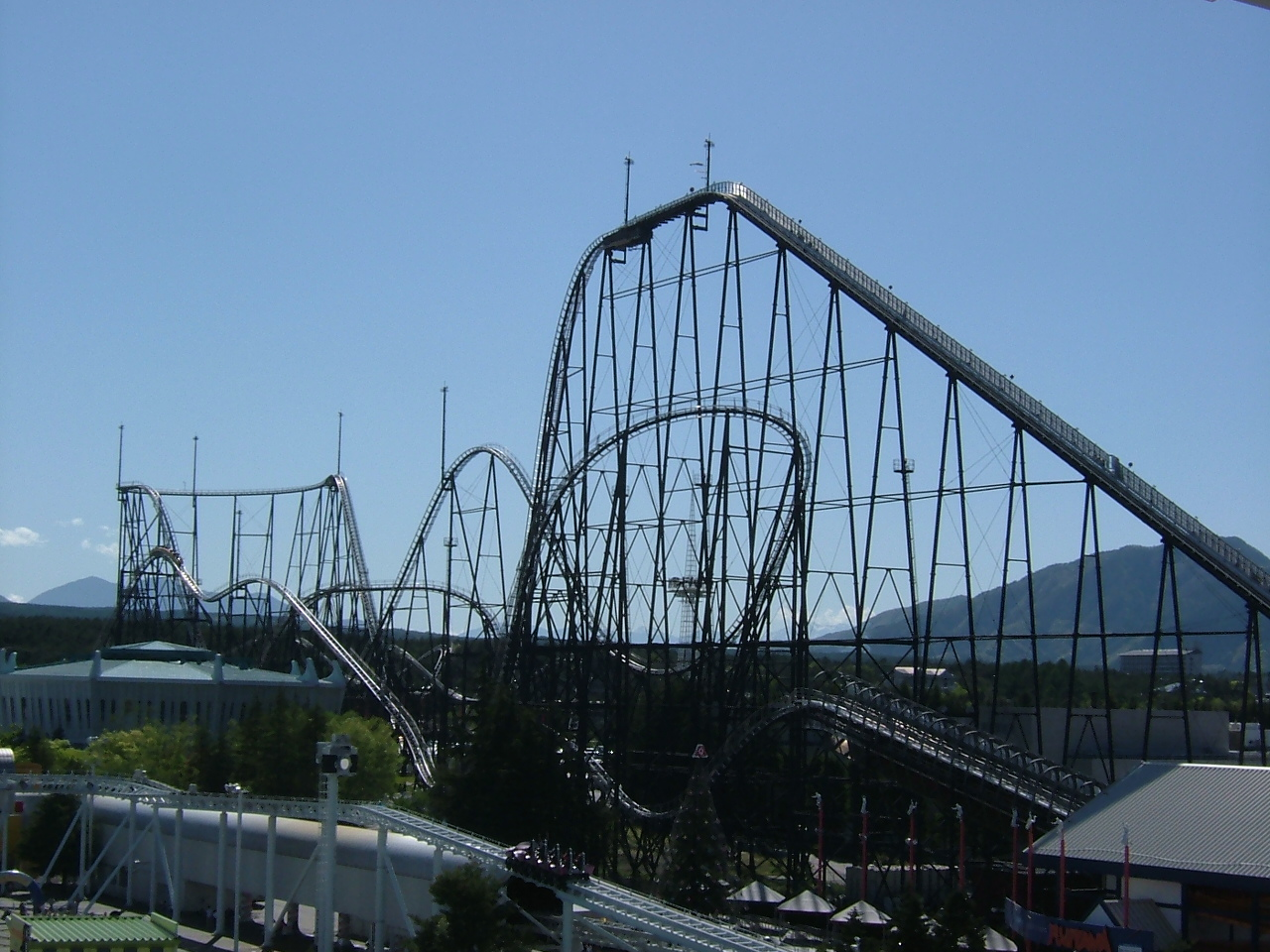
Fujiyama à Fuji-Q Highland
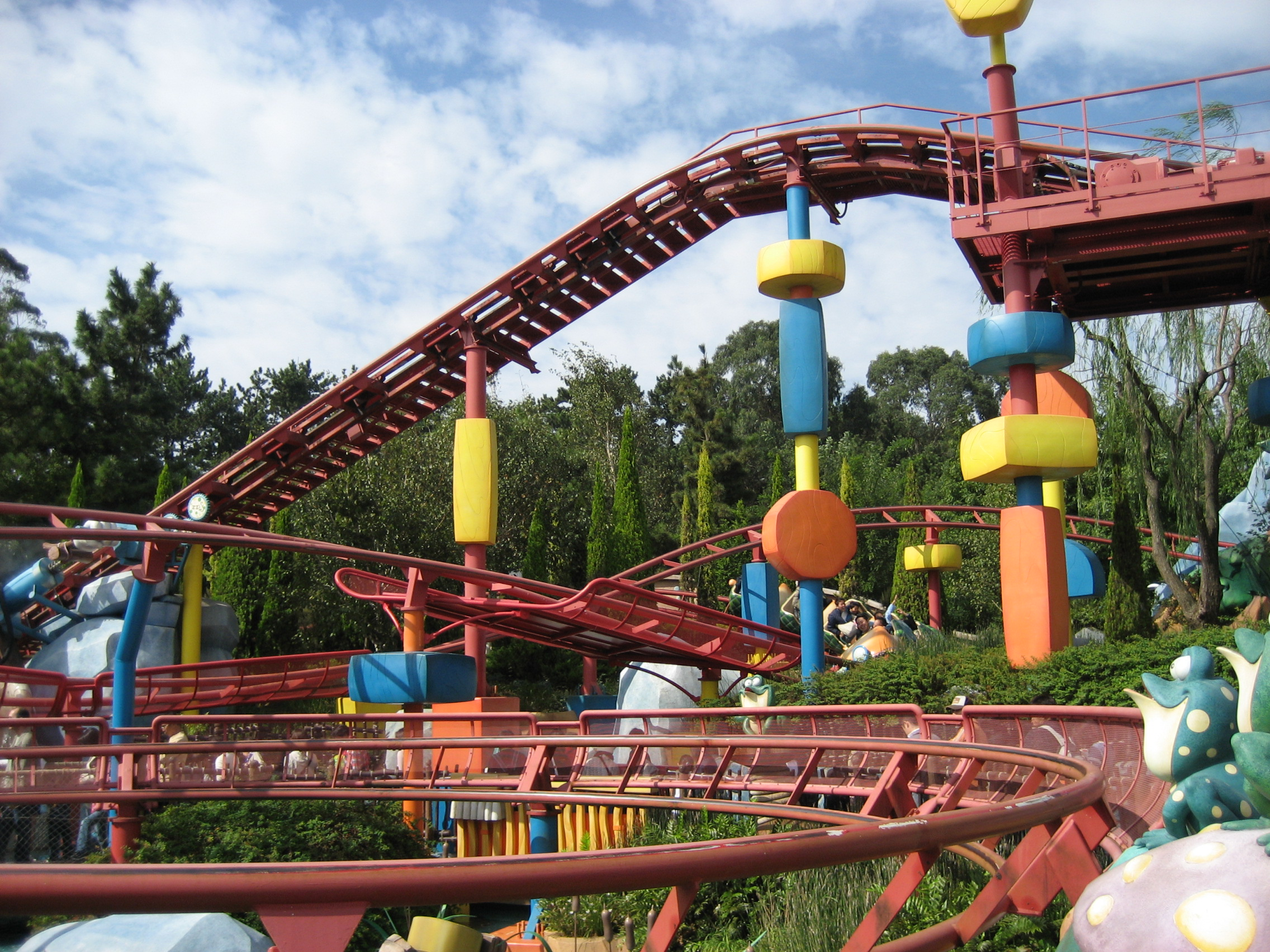
Gadget's Go Coaster à Tokyo Disneyland
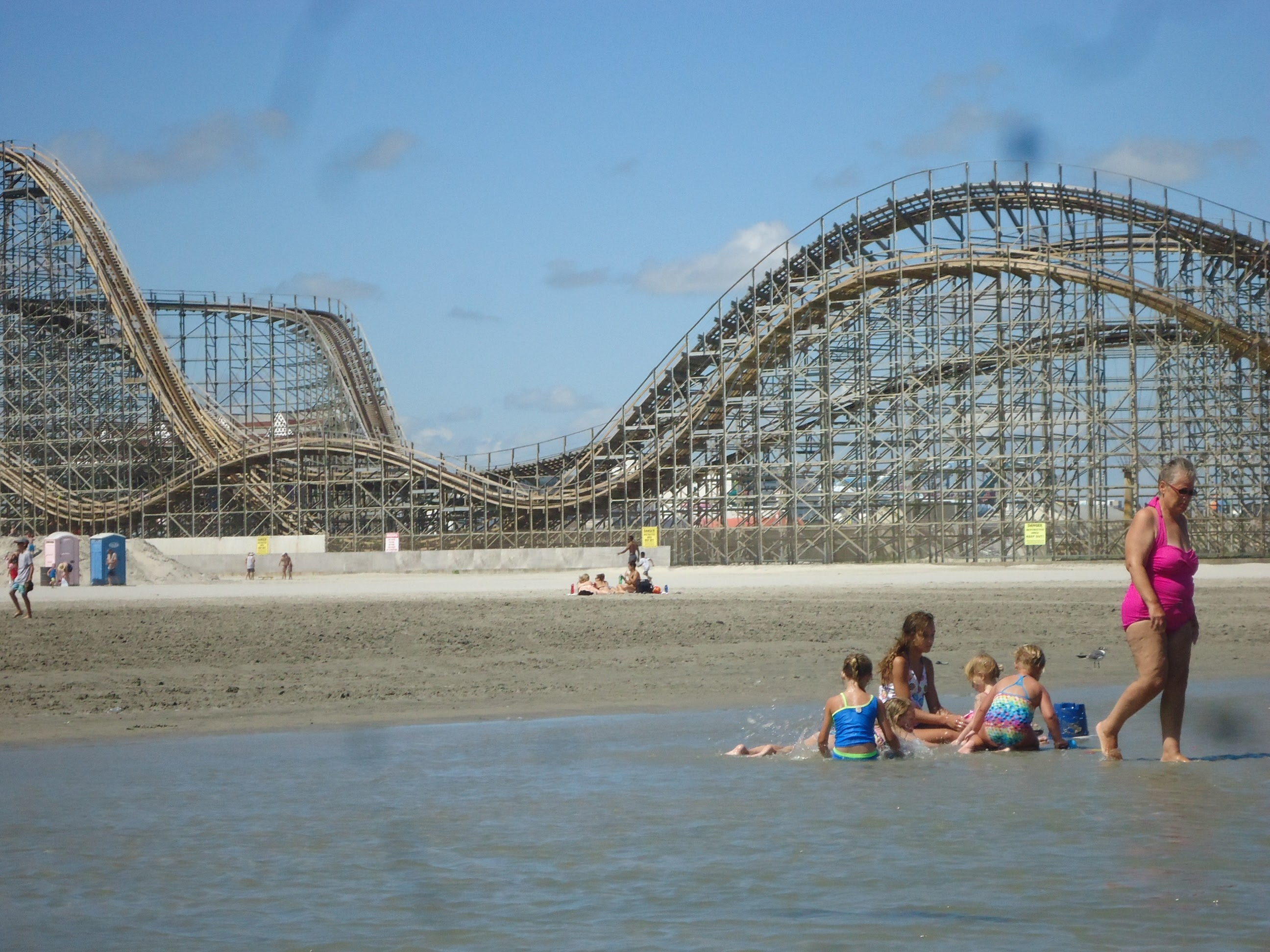
Great White à Morey's Piers
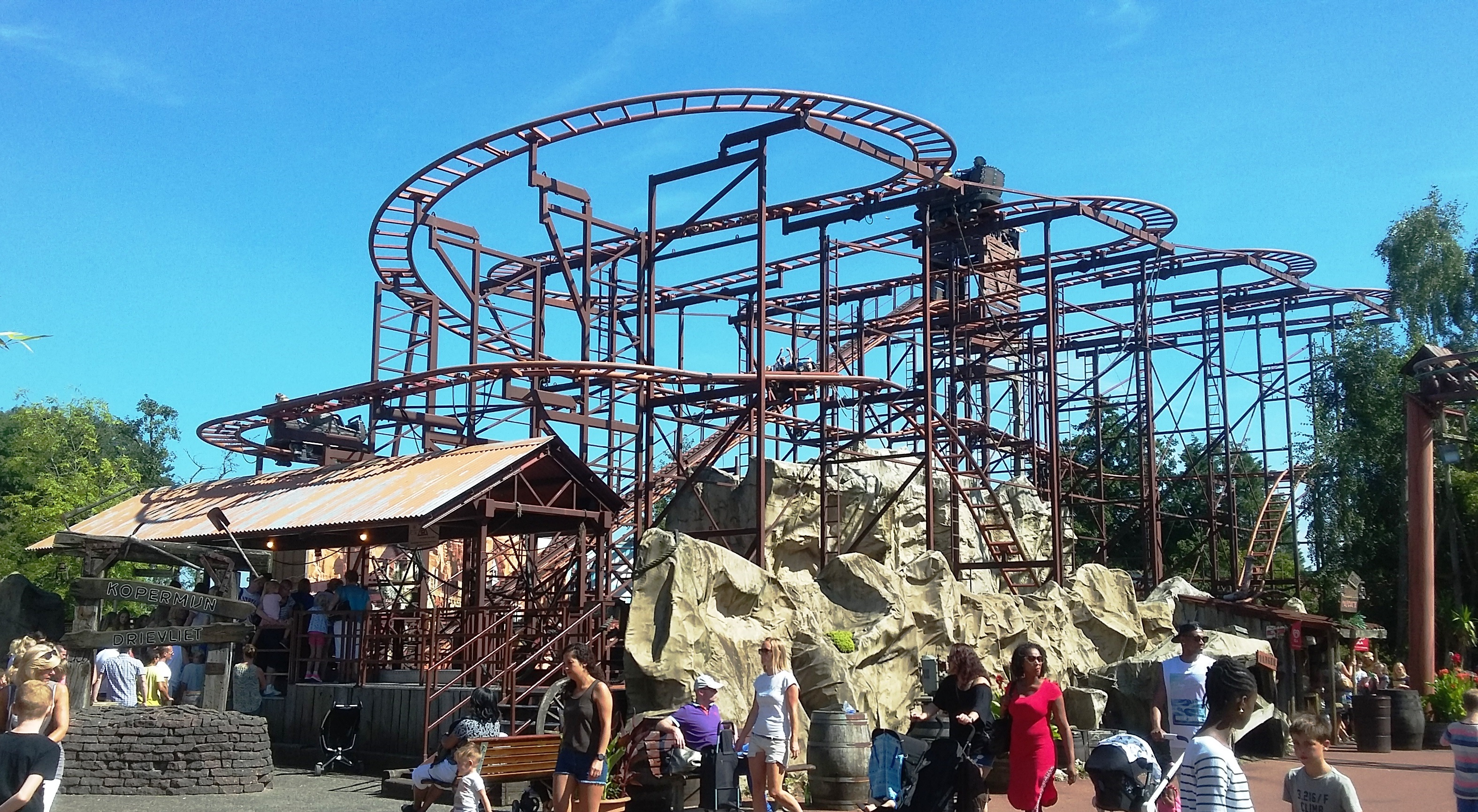
Kopermijn à Drievliet
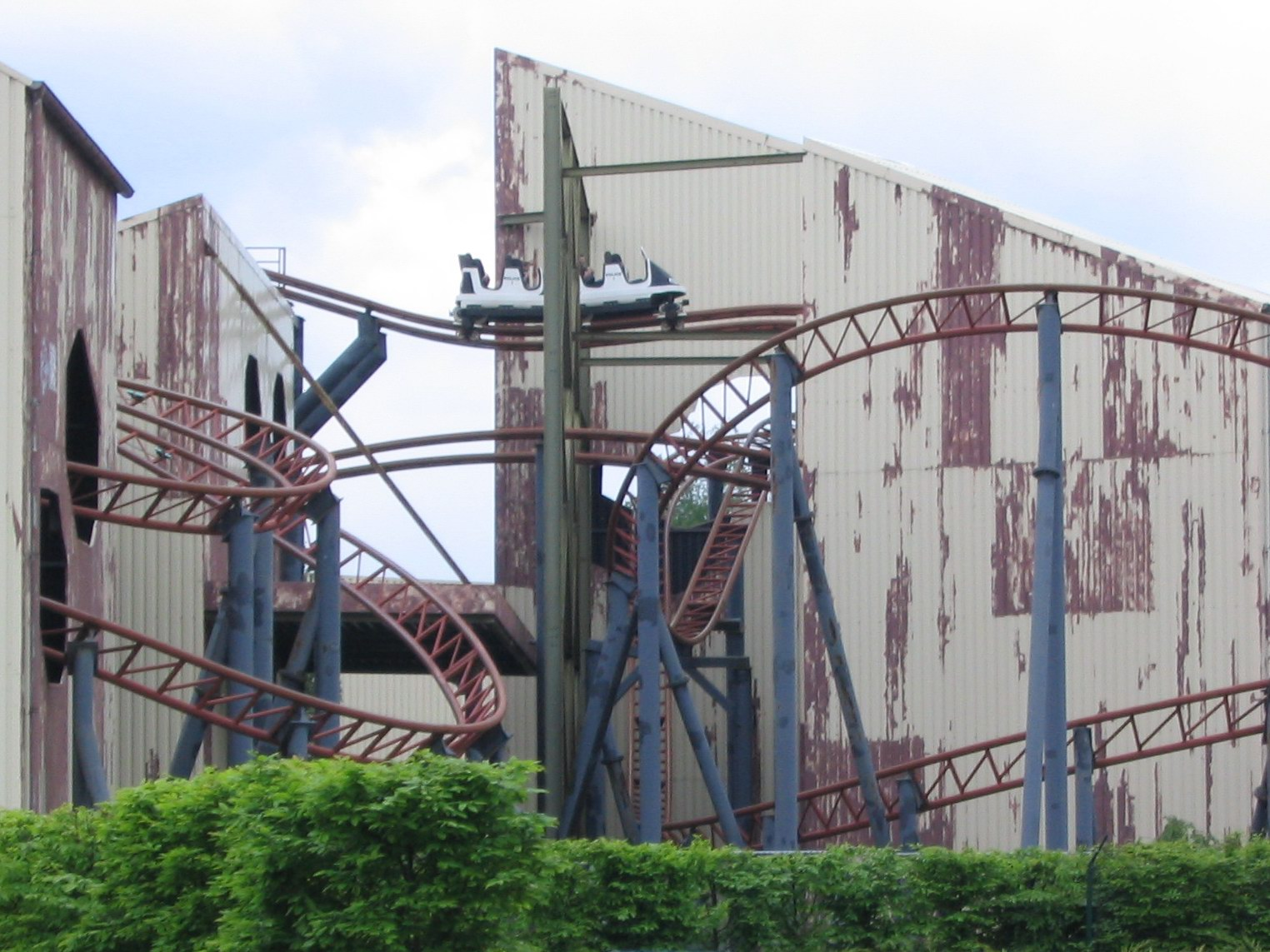
Leathal Weapon Pursuit à Warner Bros. Movie World Germany
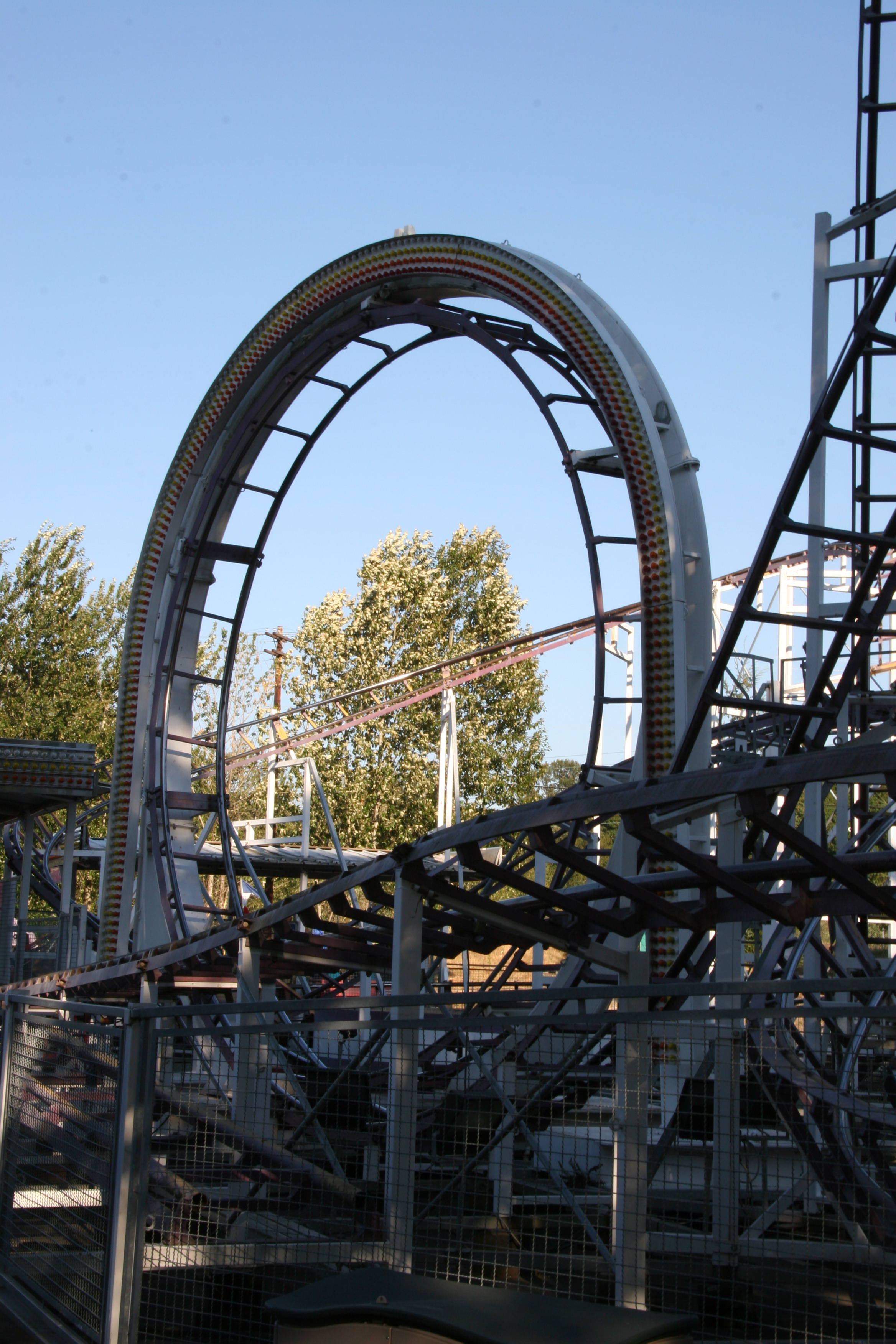
Looping Thunder à Oaks Amusement Park
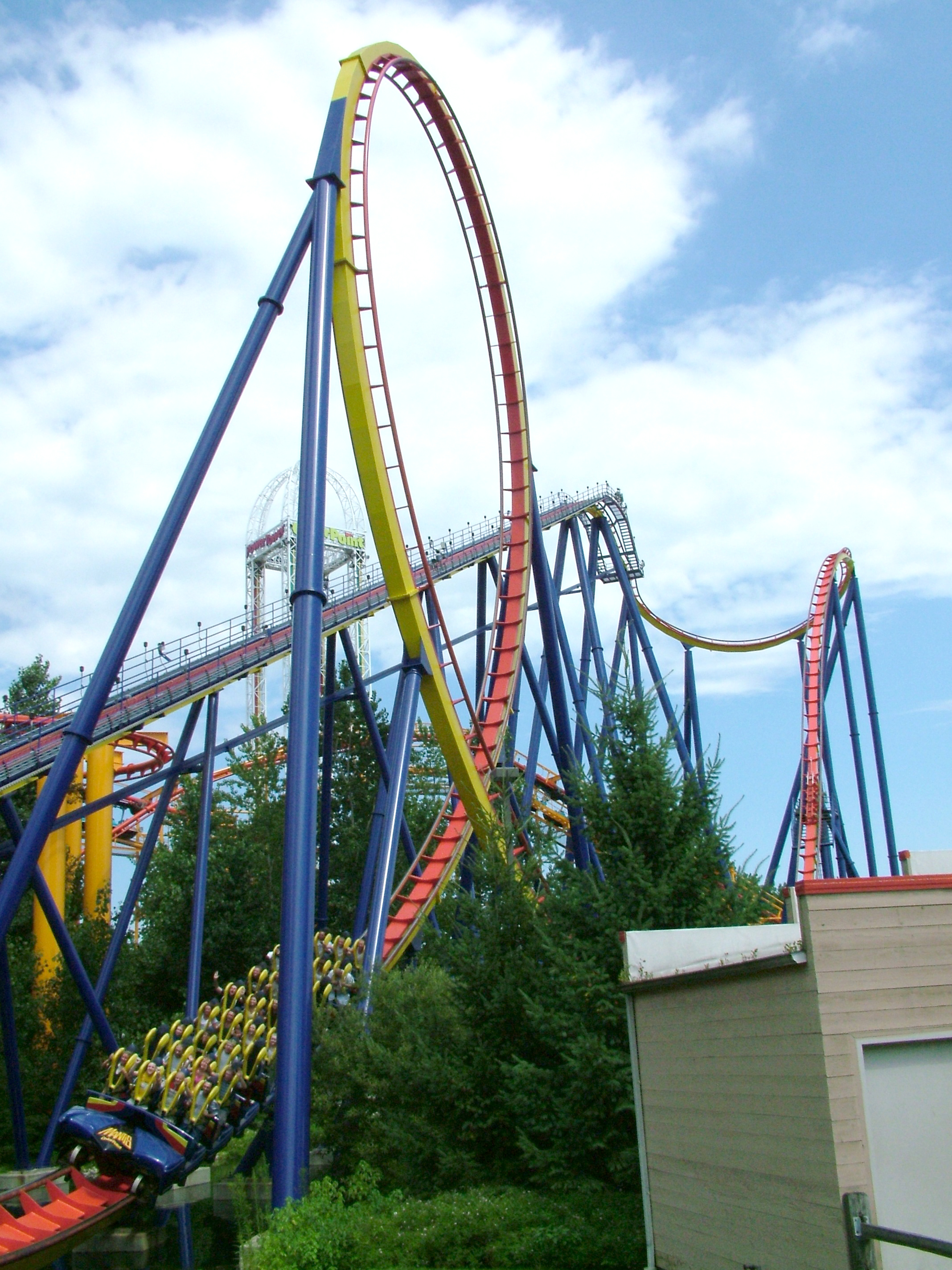
Mantis à Cedar Point
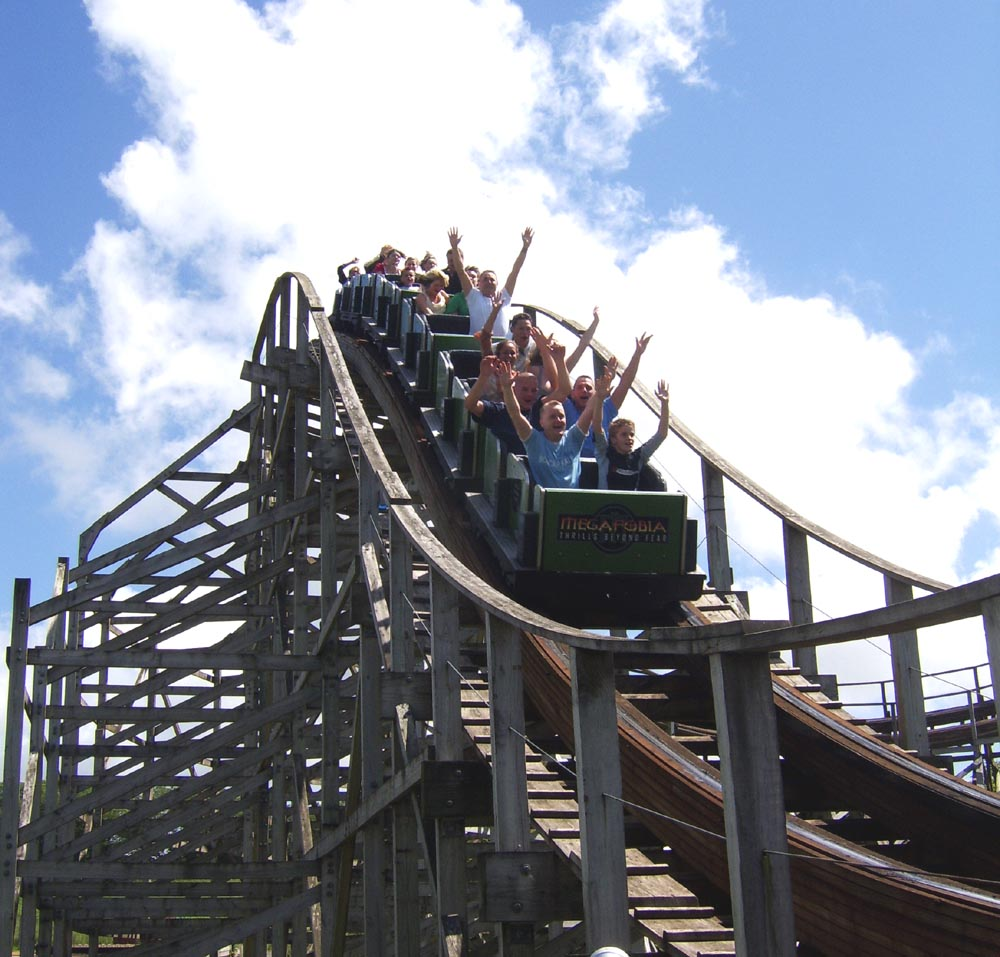
Megafobia à Oakwood Theme Park
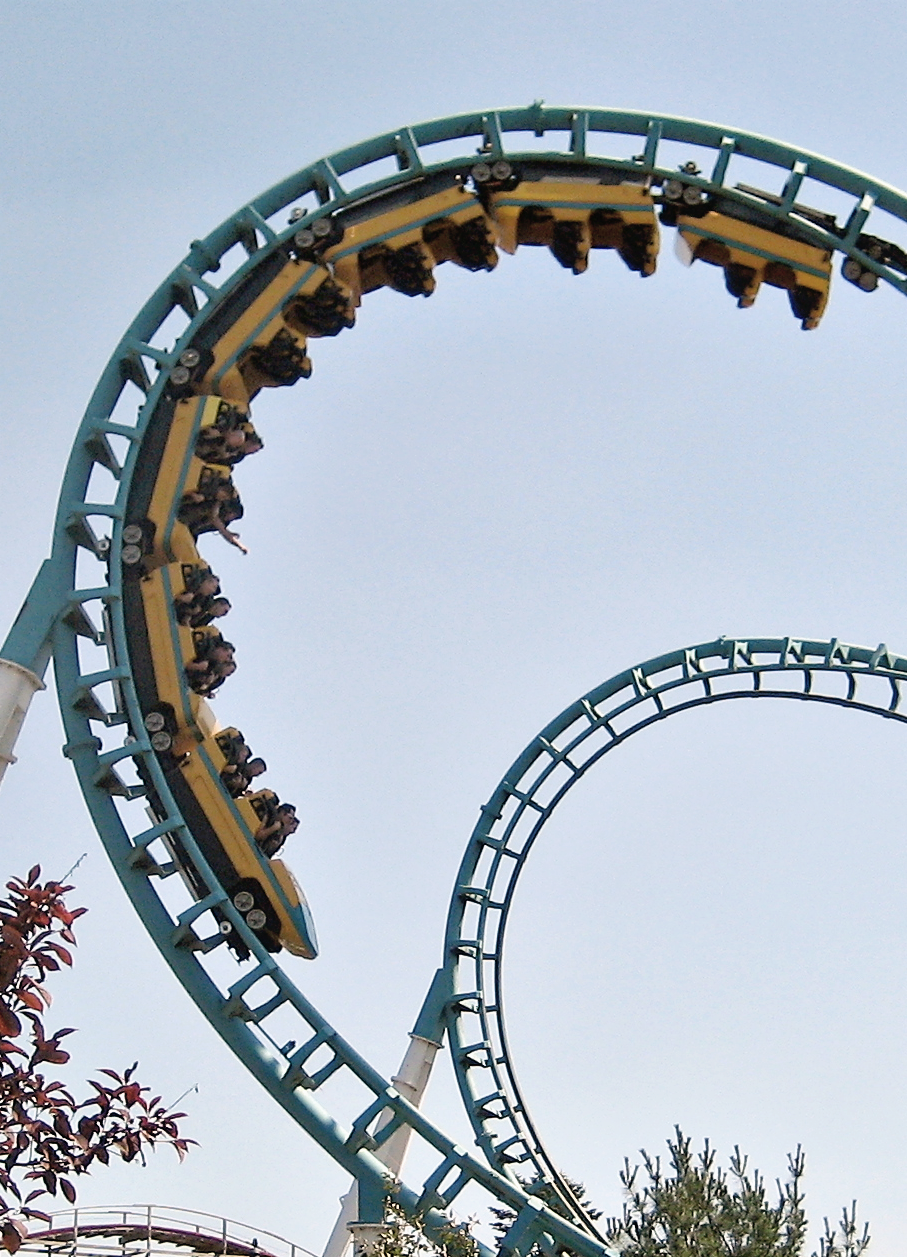
The Mind Eraser à Geauga Lake's
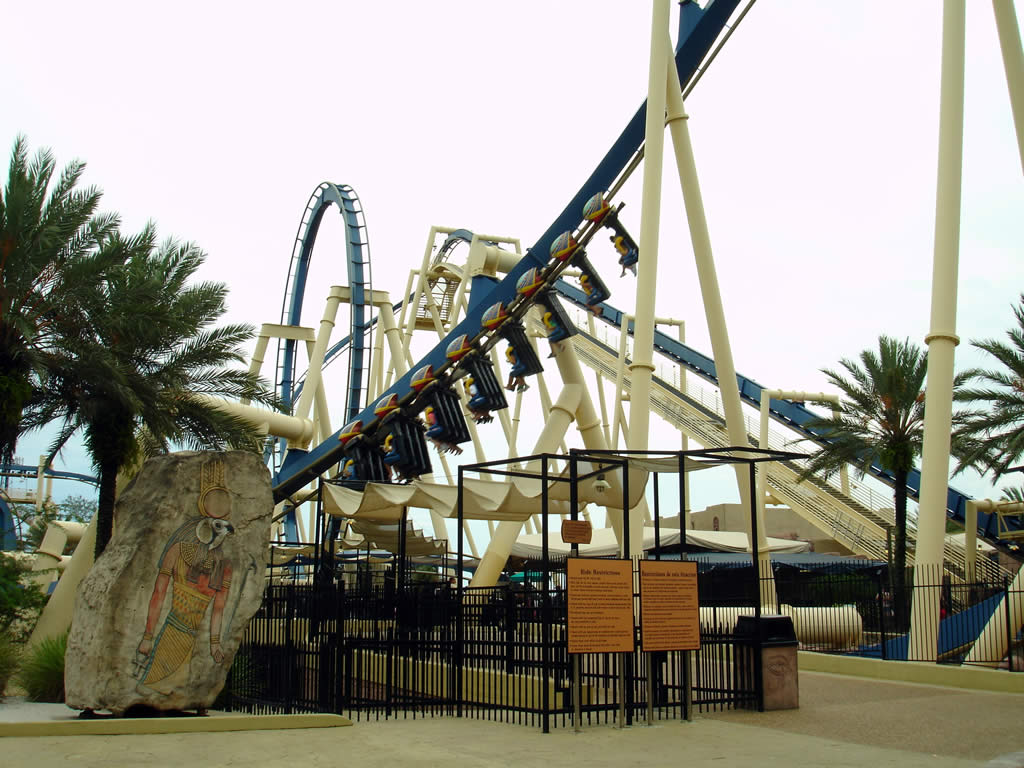
Montu à Busch Gardens Tampa
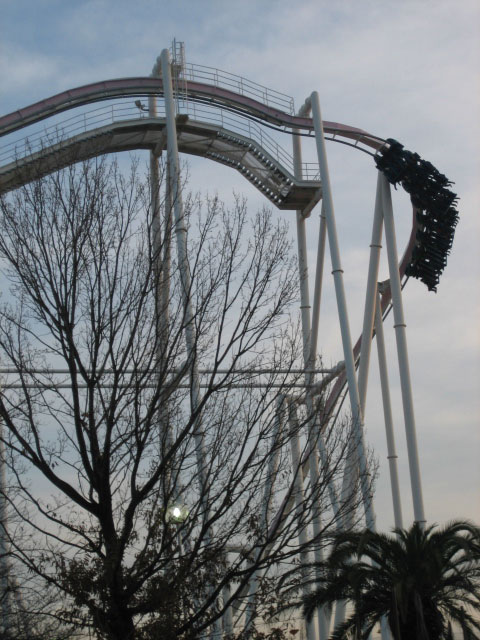
Orochi à Expoland
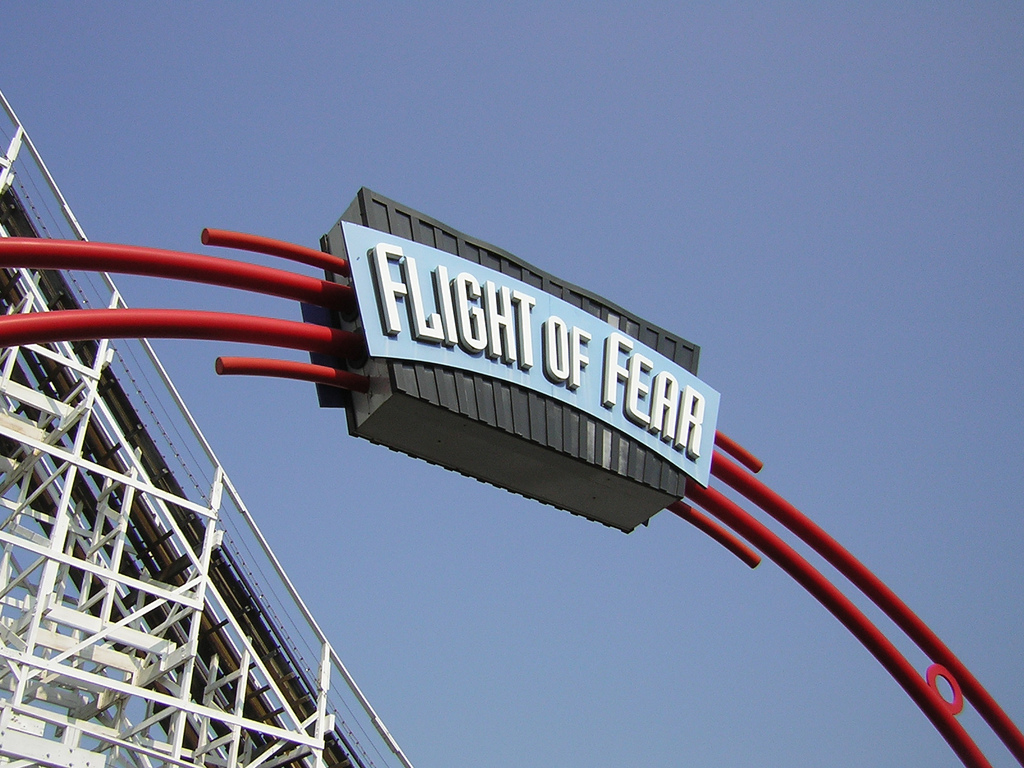
Outer Limits: Flight of Fear à Paramount's Kings Island
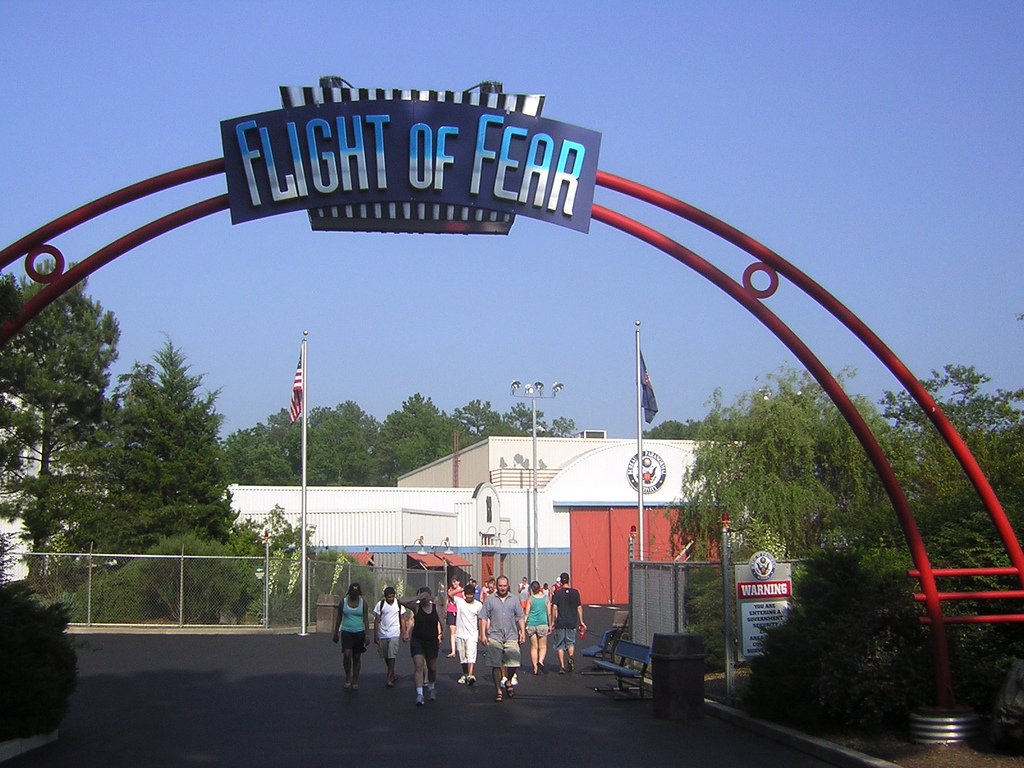
Outer Limits: Flight of Fear à Paramount's Kings Dominion
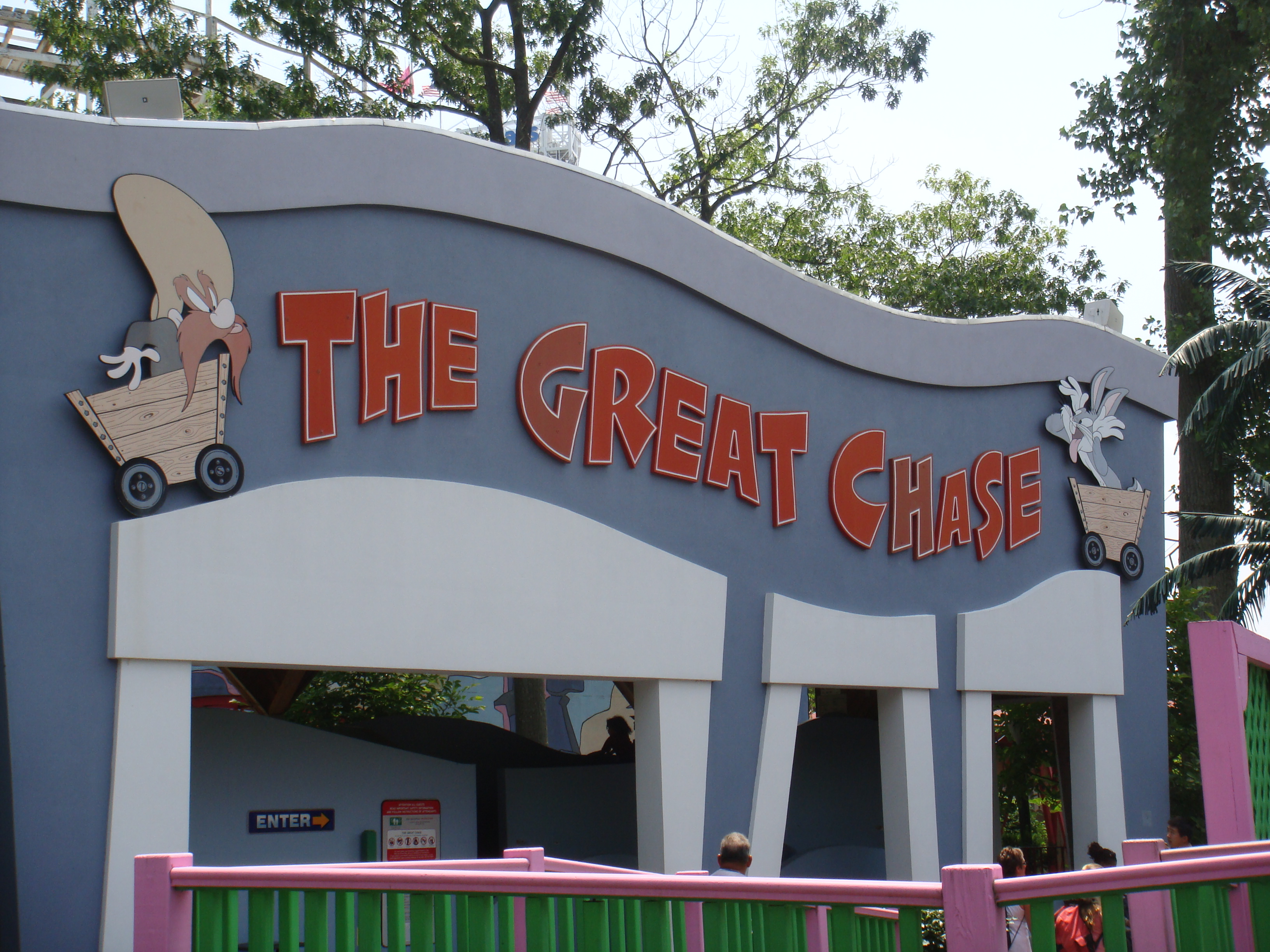
Rolling Thunder à Riverside: The Great Escape
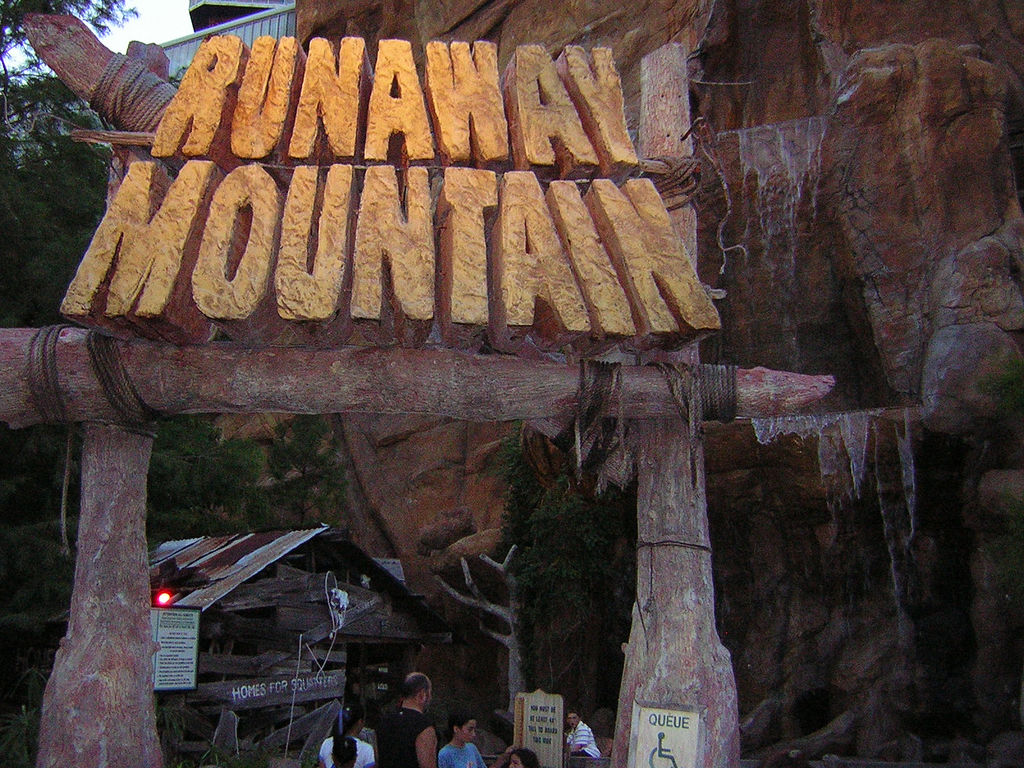
Runaway Mountain à Six Flags Over Texas
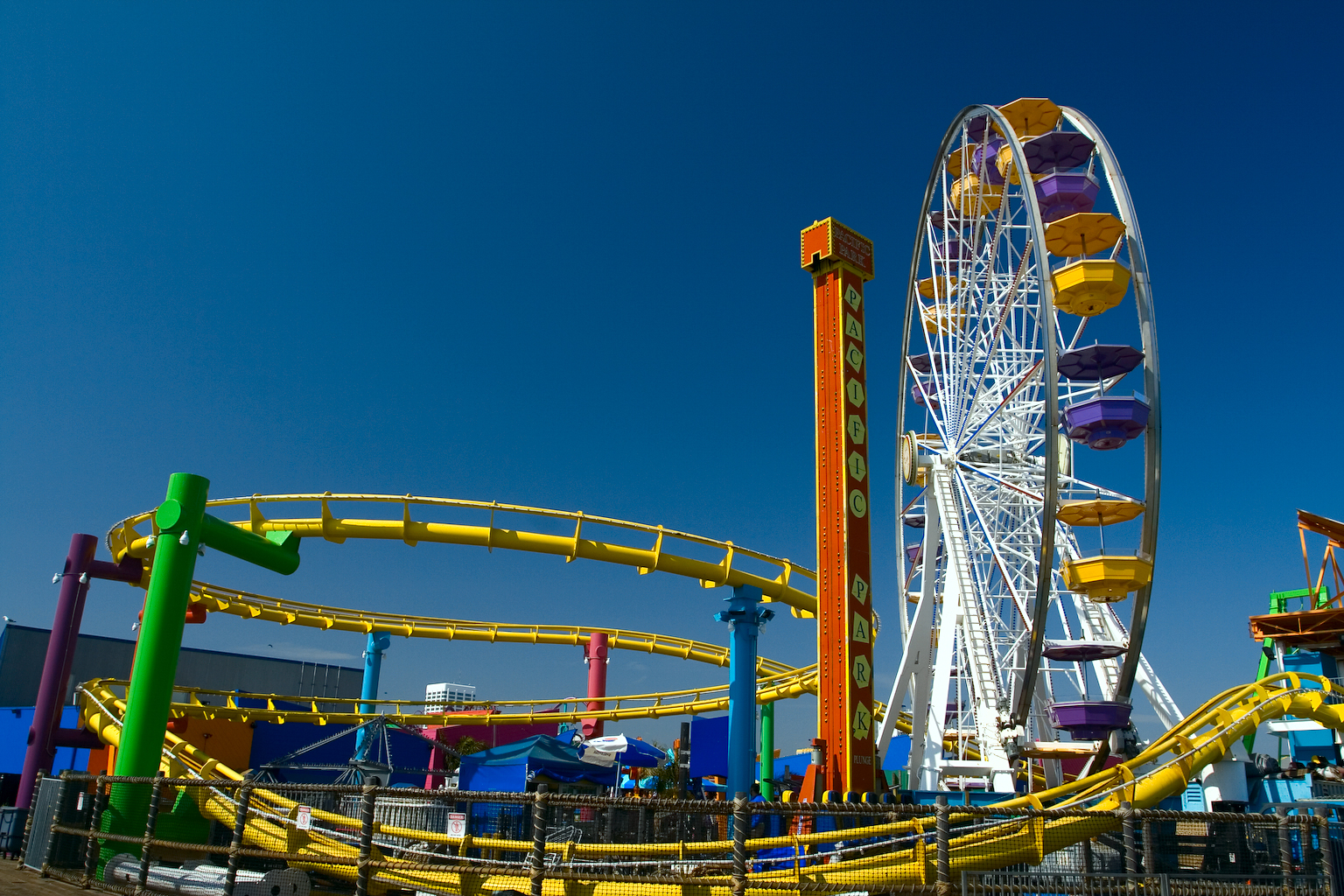
Santa Monica West Coaster à Pacific Park
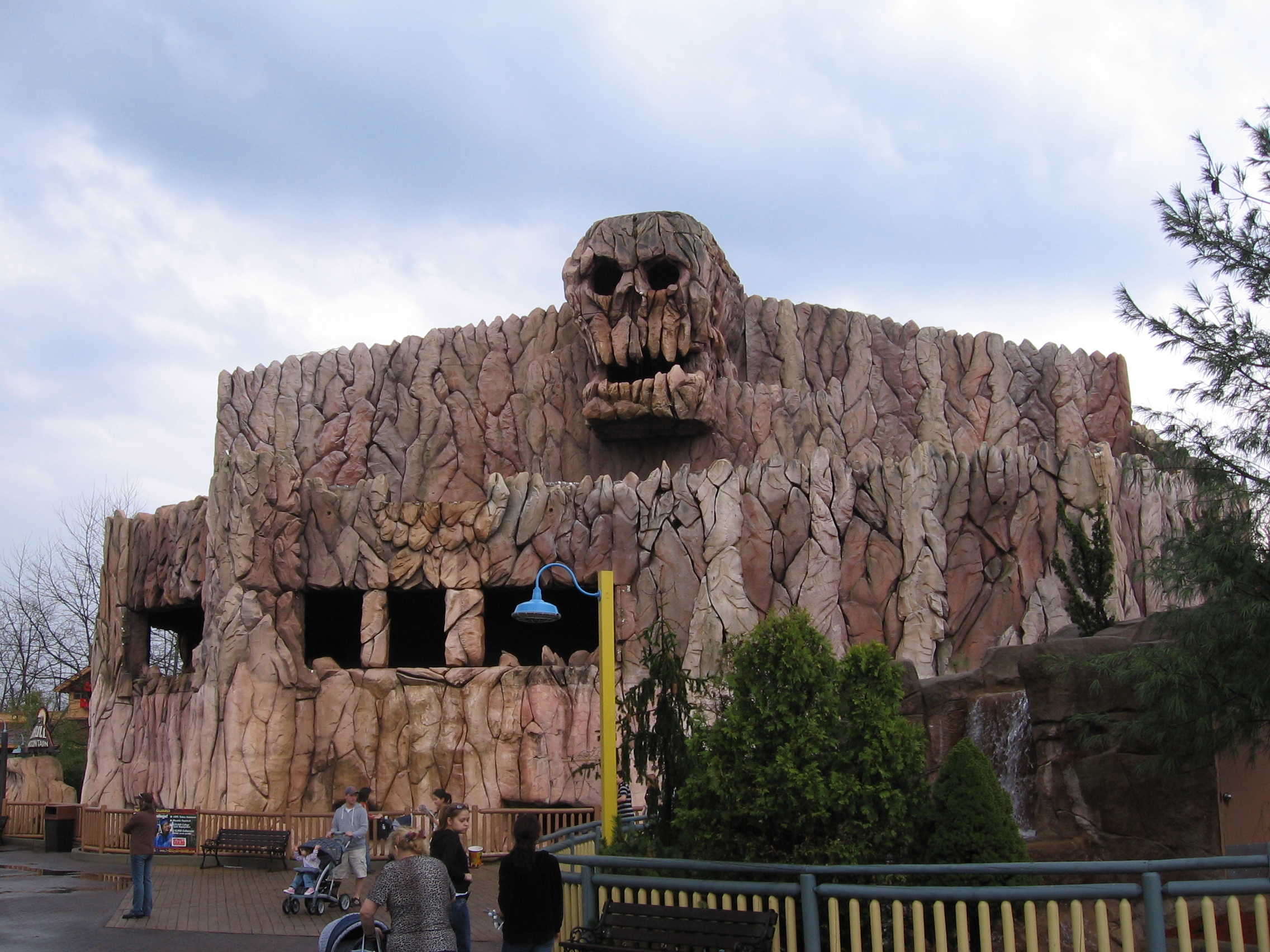
Skull Mountain à Six Flags Great Adventure
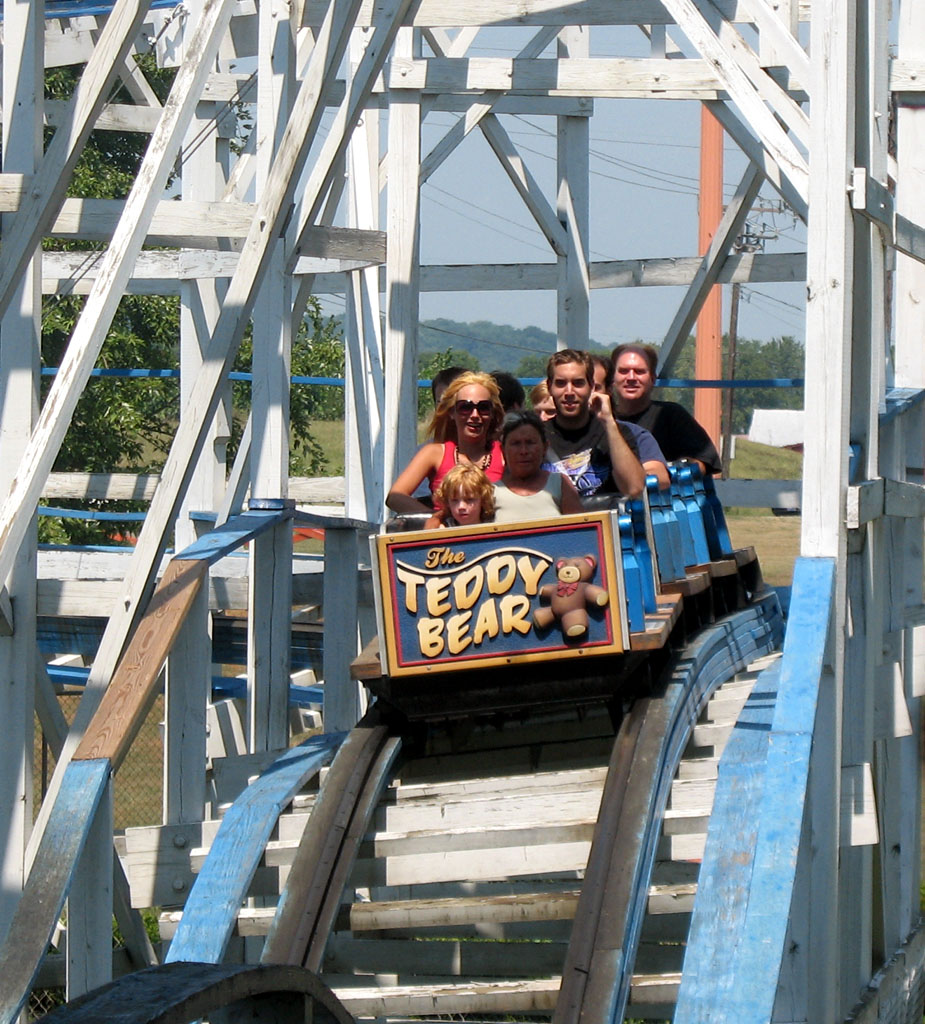
Teddy Bear à Stricker's Grove
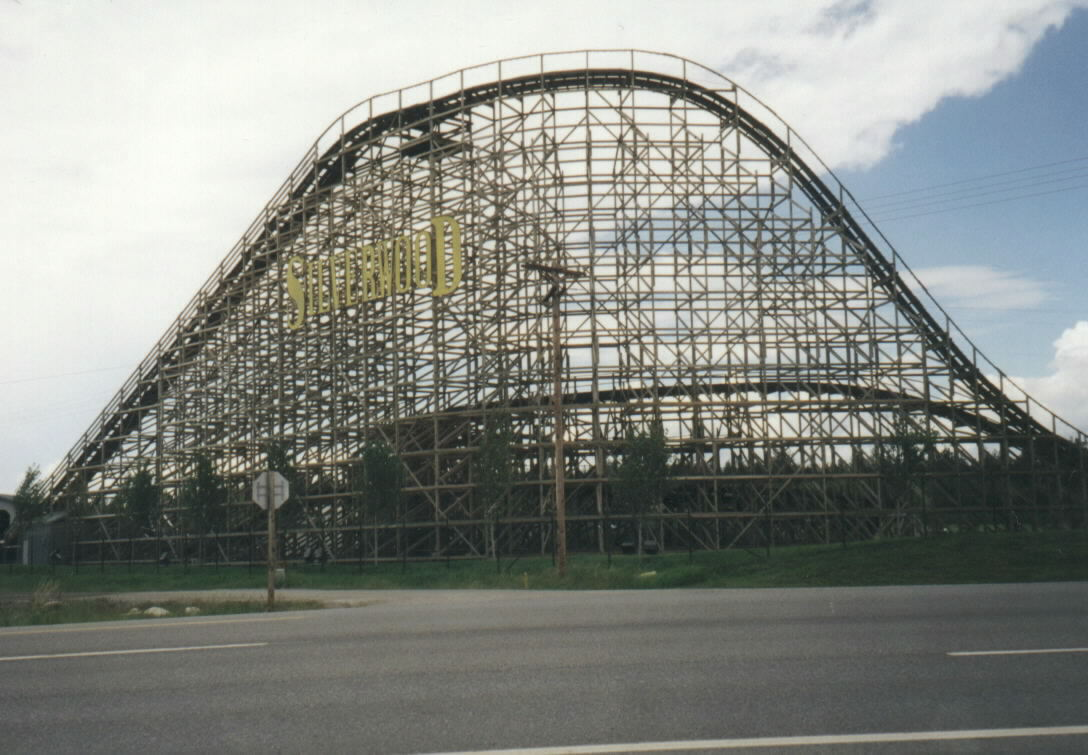
Timber Terror à Silverwood Theme Park
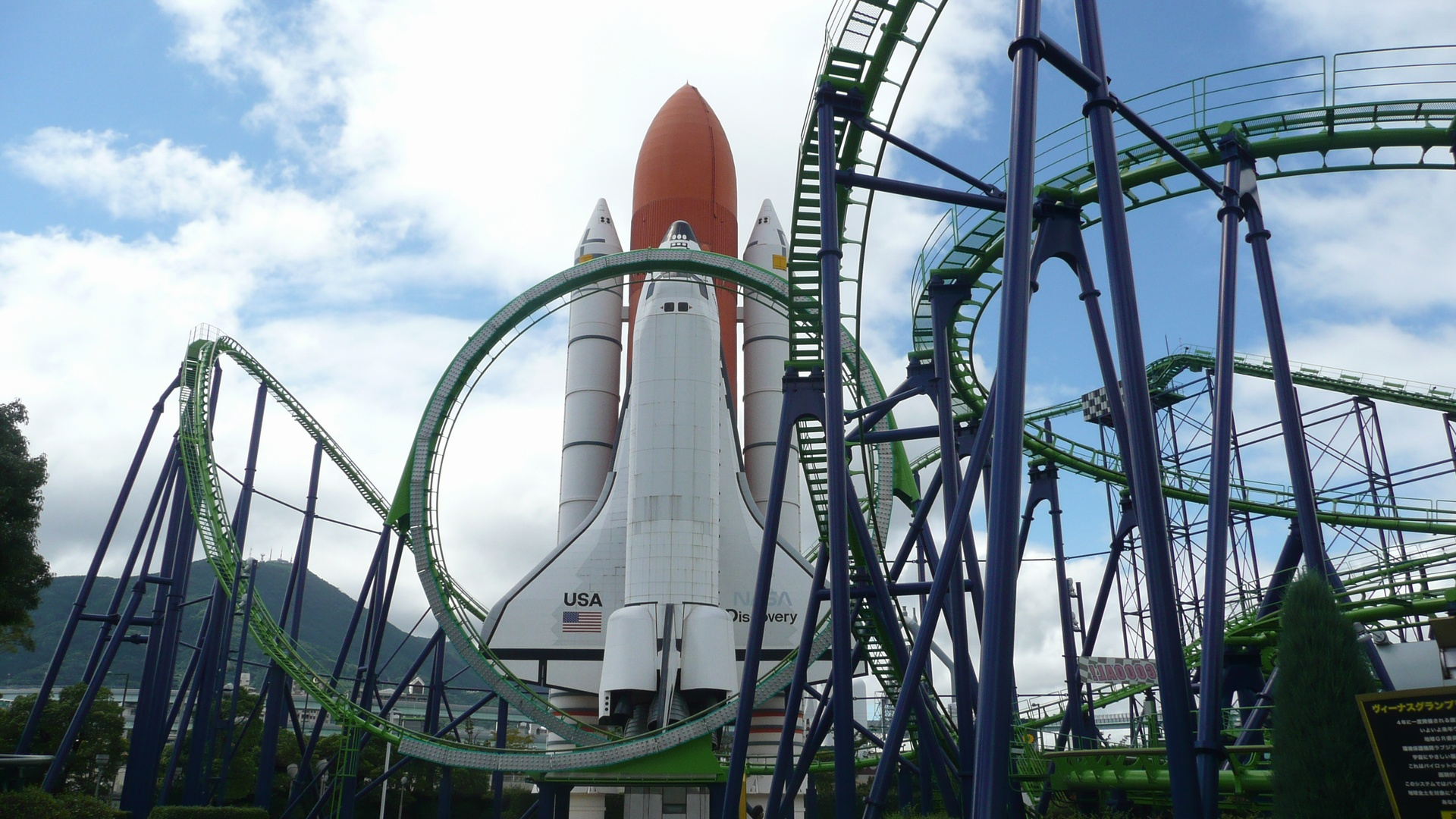
Venus à Space World
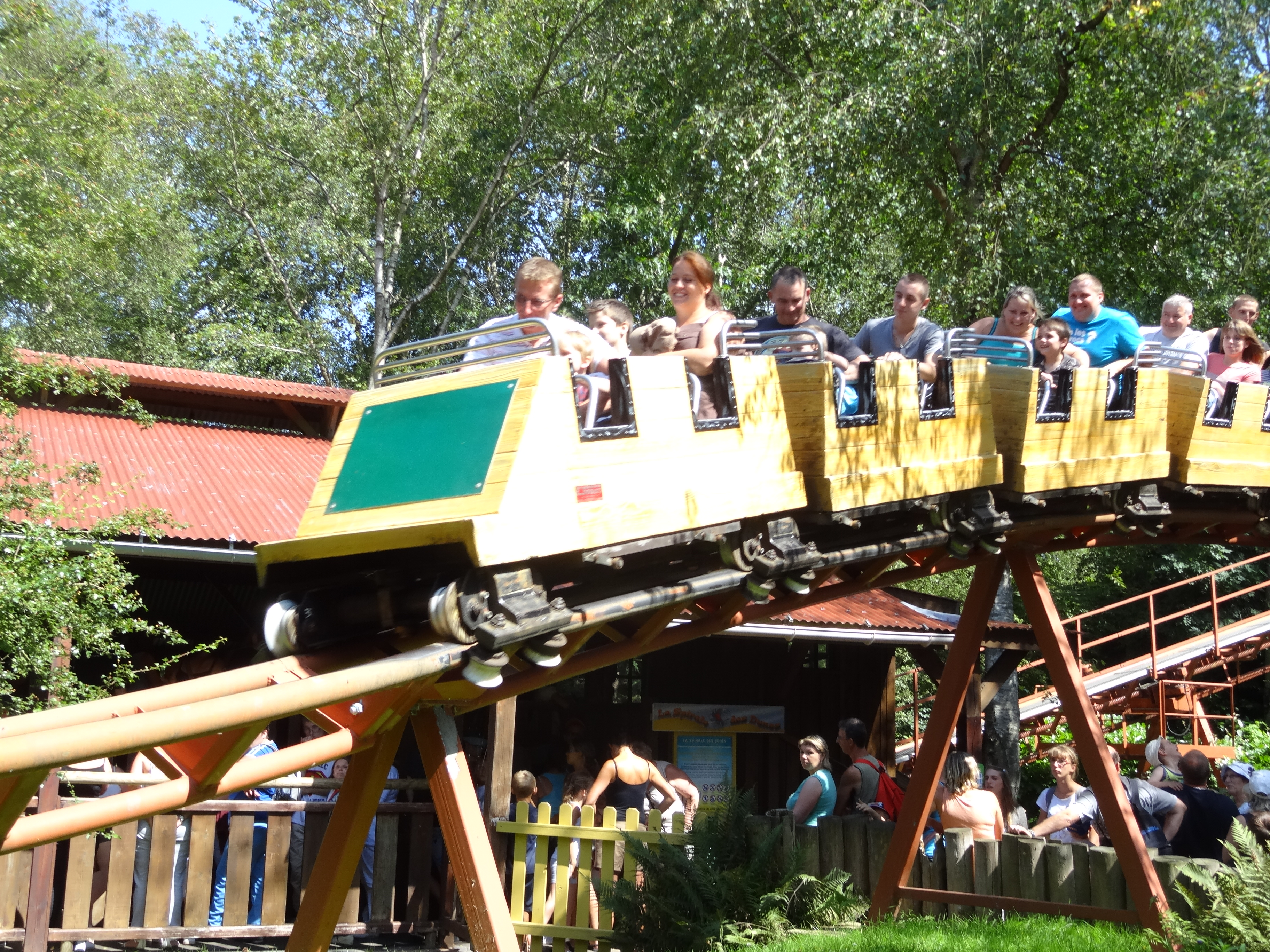
Wapiti au parc Bagatelle
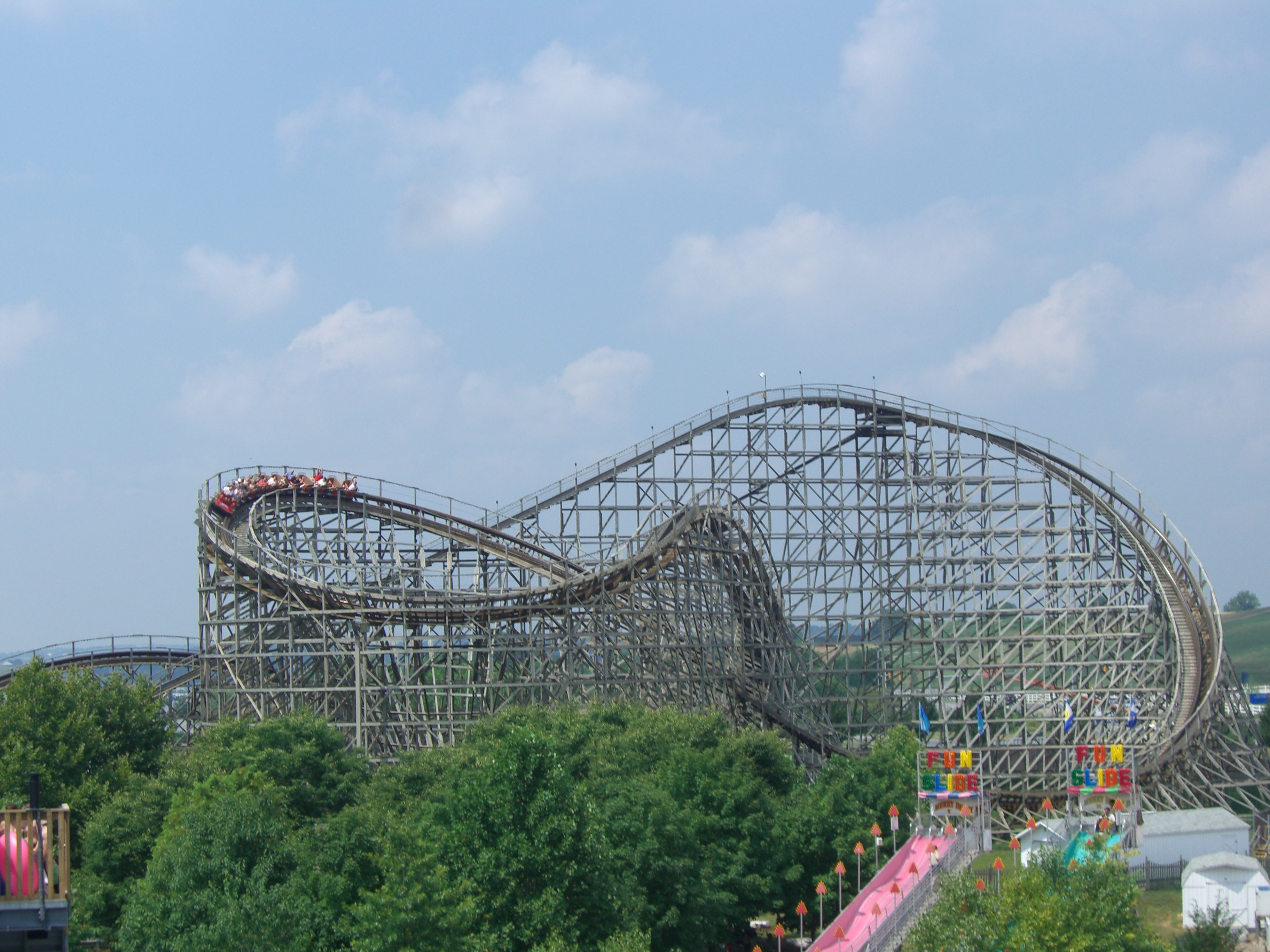
Wildcat à Hersheypark
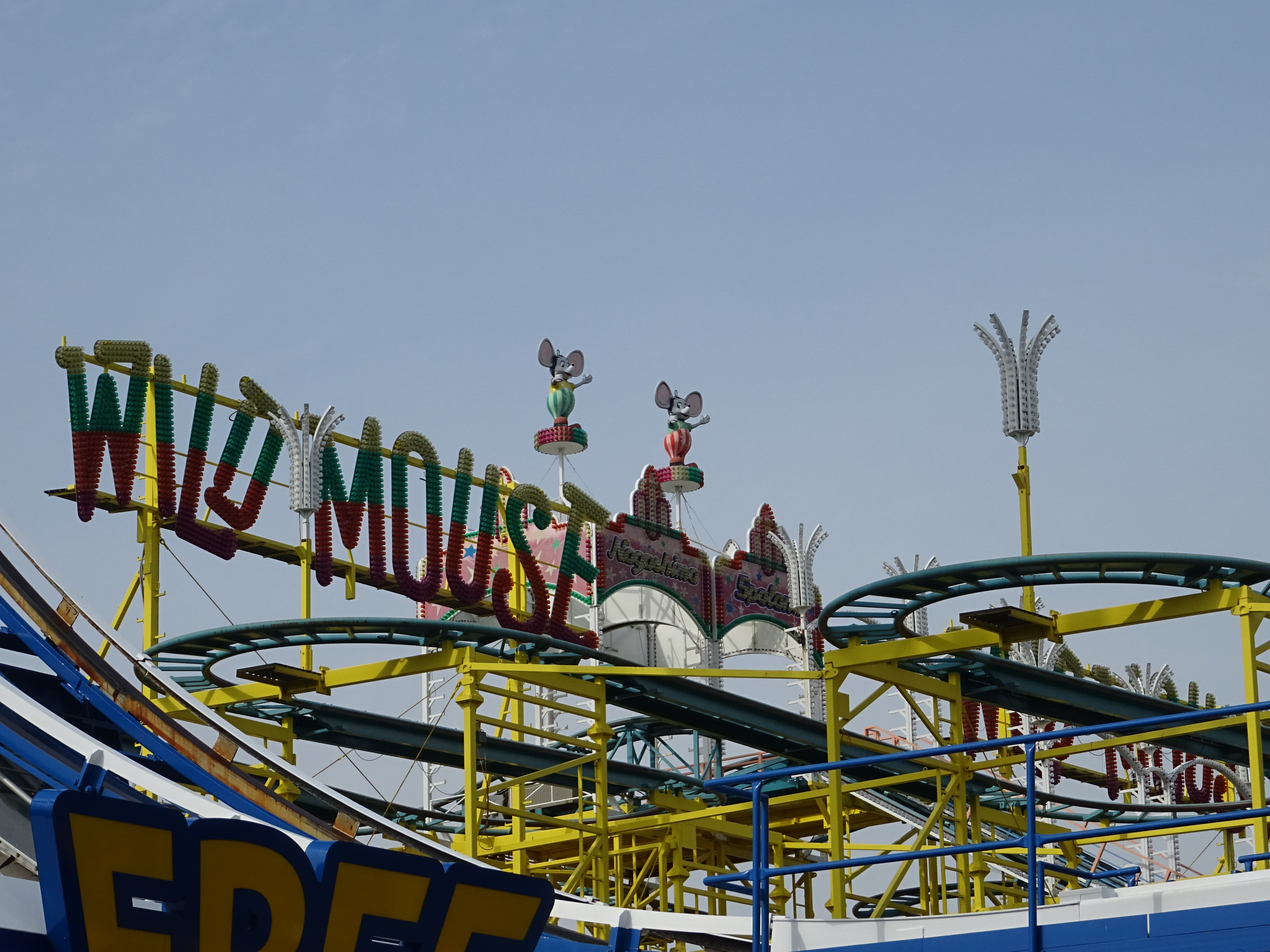
Wild Mouse à Nagashima Spa Land
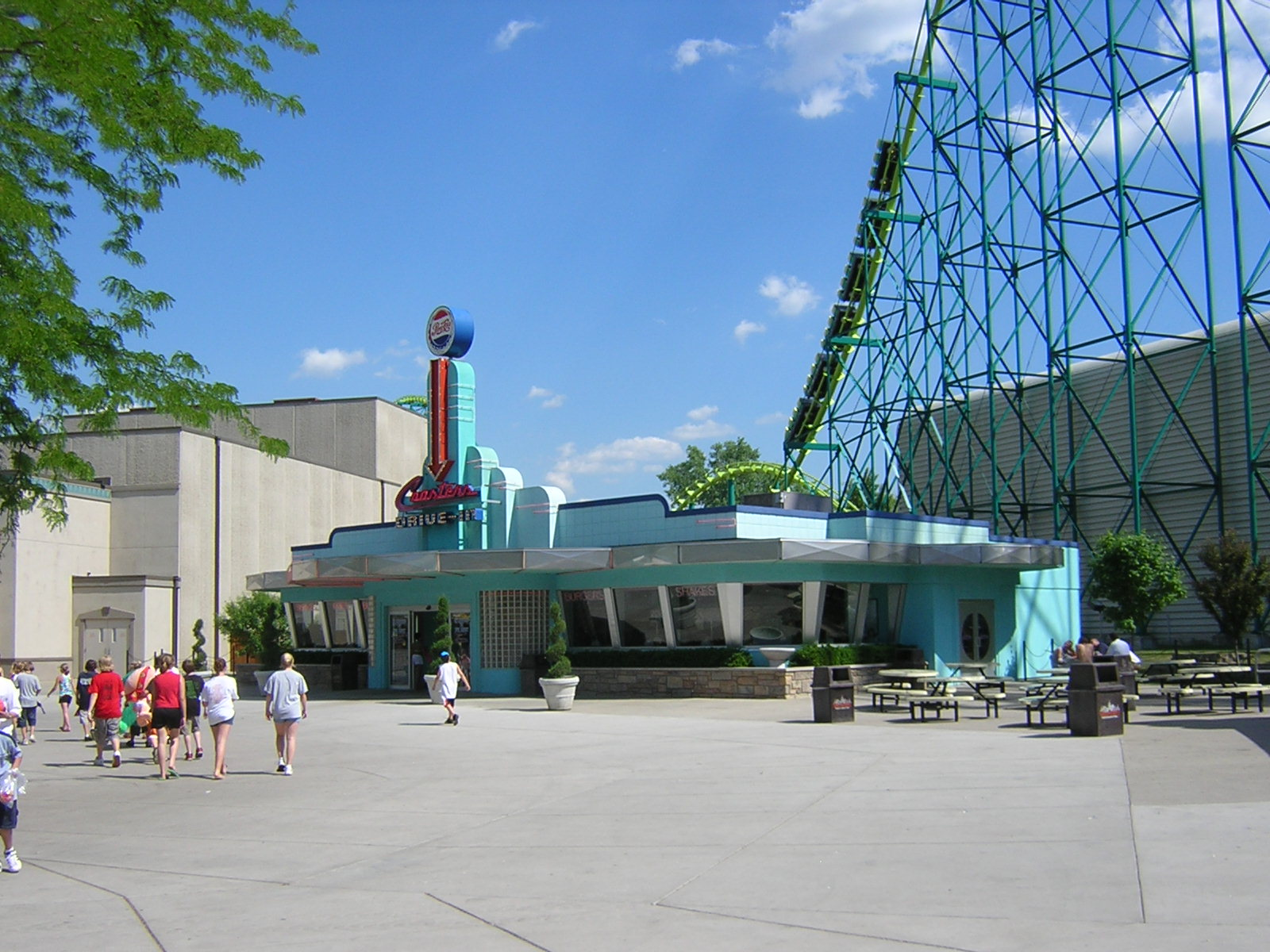
Wild Thing à Valleyfair
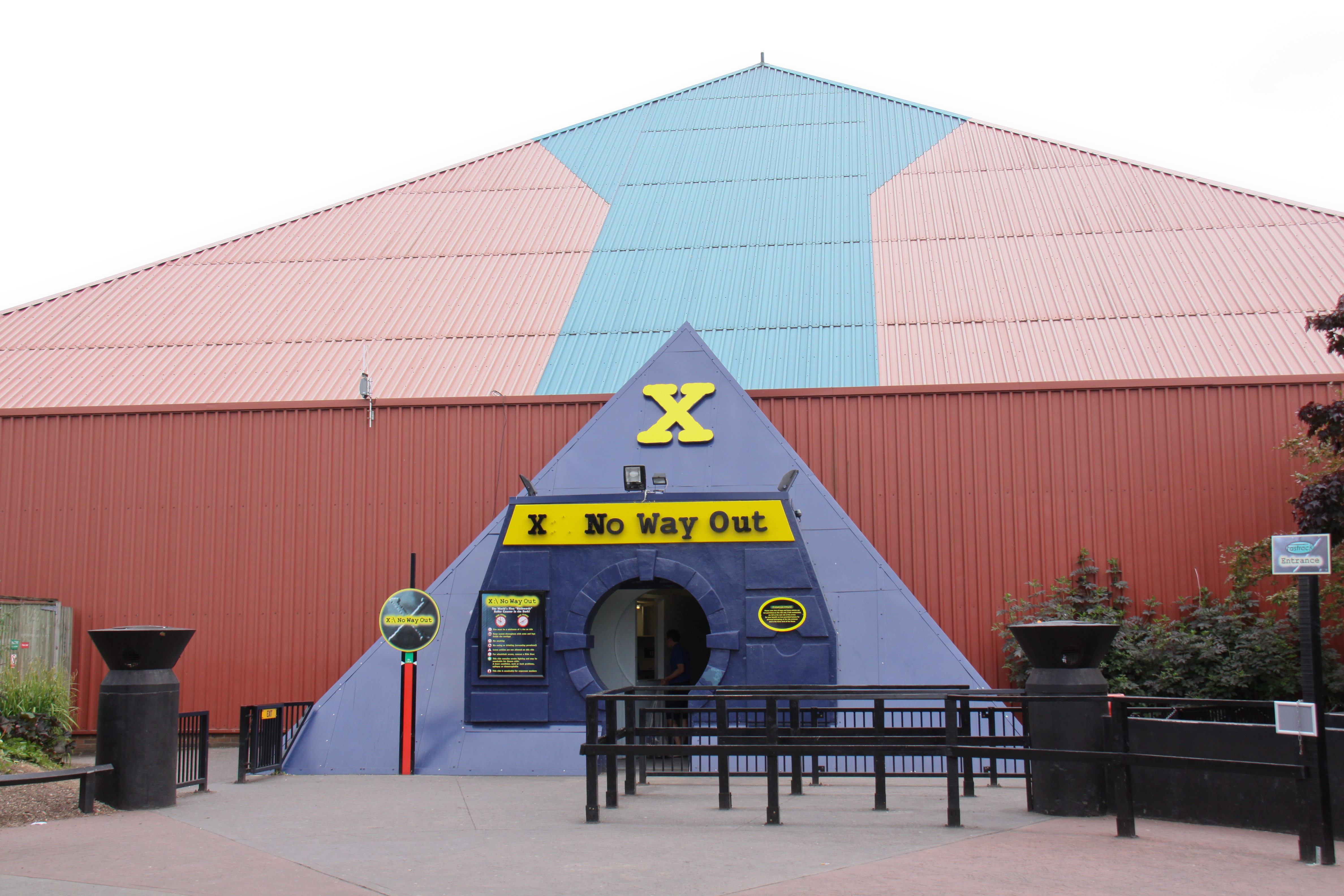
X:\ No Way Out à Thorpe Park

### Autres attractions
| Nom                                                           | Type                                 | Constructeur                     | Parc                             | Pays        |
| ------------------------------------------------------------- | ------------------------------------ | -------------------------------- | -------------------------------- | ----------- |
| Aero Nomad                                                    | Grande roue                          | Zamperla                         | Legoland Windsor                 | Royaume-Uni |
| Bateau Pirate                                                 | Bateau à bascule                     | Far Fabbri                       | Fraispertuis-City                | France      |
| Batman Adventure Devenu Time Riders                           | Cinéma dynamique                     | Attraction Media & Entertainment | Warner Bros. Movie World Germany | Allemagne   |
| Bermuda Triangle: Alien Encounter                             | Shoot the Chute / Croisière scénique | Intamin                          | Warner Bros. Movie World Germany | Allemagne   |
| Detonator                                                     | Space Shot                           | S&S Worldwide                    | Worlds of Fun                    | États-Unis  |
| Drakkar                                                       | Bûches                               | Reverchon                        | Walibi Aquitaine                 | France      |
| Drop Zone: Stunt Tower                                        | Tour de chute                        | Intamin                          | Paramount's Great America        | États-Unis  |
| Drop Zone: Stunt Tower                                        | Tour de chute                        | Intamin                          | Paramount's Carowinds            | États-Unis  |
| Grizzly Run                                                   | Bouées                               | Intamin                          | Geauga Lake                      | États-Unis  |
| Guillaumet, les ailes du courage                              | Cinéma Imax 3D                       |                                  | Futuroscope                      | France      |
| Hammerhead                                                    | Rotoshake                            | Zamperla                         | Knott's Berry Farm               | États-Unis  |
| Jurassic Park: The Ride                                       | Shoot the Chute / Croisière scénique | Vekoma                           | Universal Studios Hollywood      | États-Unis  |
| Keinukaruselli                                                | Chaises volantes                     | Zamperla                         | Tykkimäki                        | Finlande    |
| Looney Tunes Studio Tour Devenu Ice Age Adventure en 2005.    | Croisière scénique                   | Intamin                          | Warner Bros. Movie World Germany | Allemagne   |
| Mystery River                                                 | Rivière rapide en bouées             | Intamin                          | Warner Bros. Movie World Germany | Allemagne   |
| Pirate Falls Dynamite Drench                                  | Bûches                               | Zamperla                         | Legoland Windsor                 | Royaume-Uni |
| Pony Express Devenu O’Galop en 2003.                          | Chevaux galopants                    | Metallbau Emmeln                 | Parc Bagatelle                   | France      |
| Pop-Expressen                                                 | Breakdance                           | Huss Rides                       | Gröna Lund                       | Suède       |
| Rápidos                                                       | Rivière rapide en bouées             | Hopkins Rides                    | Parque de Atracciones de Madrid  | Espagne     |
| RipCord                                                       | Skycoaster                           | Skycoaster                       | Cedar Point                      | États-Unis  |
| RipCord                                                       | Skycoaster                           | Skycoaster                       | Worlds of Fun                    | États-Unis  |
| RipCord                                                       | Skycoaster                           | Skycoaster                       | Valleyfair                       | États-Unis  |
| Roxy 4D Kino                                                  | Cinéma 4-D                           | -                                | Warner Bros. Movie World Germany | Allemagne   |
| The Haunting                                                  | Mad House                            | Vekoma                           | Drayton Manor                    | Royaume-Uni |
| Tomahawk                                                      | Troïka                               | Huss Rides                       | Attractiepark Slagharen          | Pays-Bas    |
| Traktor-Bahn Devenu Benjamin Blümchen's Traktorfahrt en 2001. | Parcours de tracteurs                | Metallbau Emmeln                 | CentrO.Park                      | Allemagne   |
| Uppskjutet                                                    | Space Shot                           | S&S Worldwide                    | Liseberg                         | Suède       |
| Villa Volta                                                   | Mad House                            | Vekoma                           | Efteling                         | Pays-Bas    |
| Waschzuber Rafting                                            | Rivière rapide en bouées             | Hafema                           | Erlebnispark Tripsdrill          | Allemagne   |
| Waterspin                                                     | Top Spin                             | Huss Rides                       | Duinrell                         | Pays-Bas    |
| Wellenflug                                                    | Chaises volantes                     |                                  | Fort Fun Abenteuerland           | Allemagne   |
| Xtreme Skyflyer                                               | Skycoaster                           | Skycoaster                       | Canada's Wonderland              | Canada      |
| Xtreme Skyflyer                                               | Skycoaster                           | Skycoaster                       | Kings Dominion                   | États-Unis  |

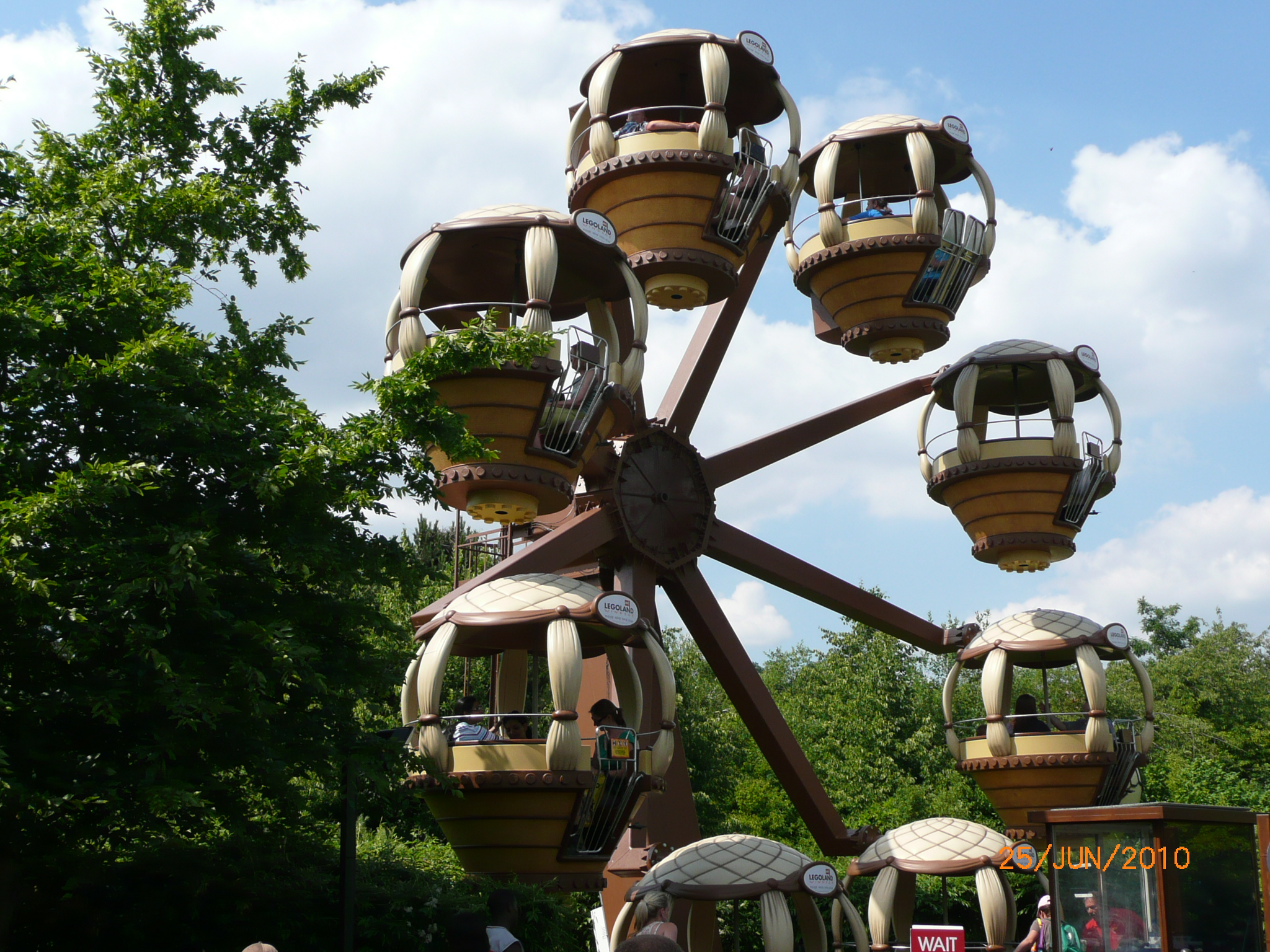
Aero Nomad à Legoland Windsor
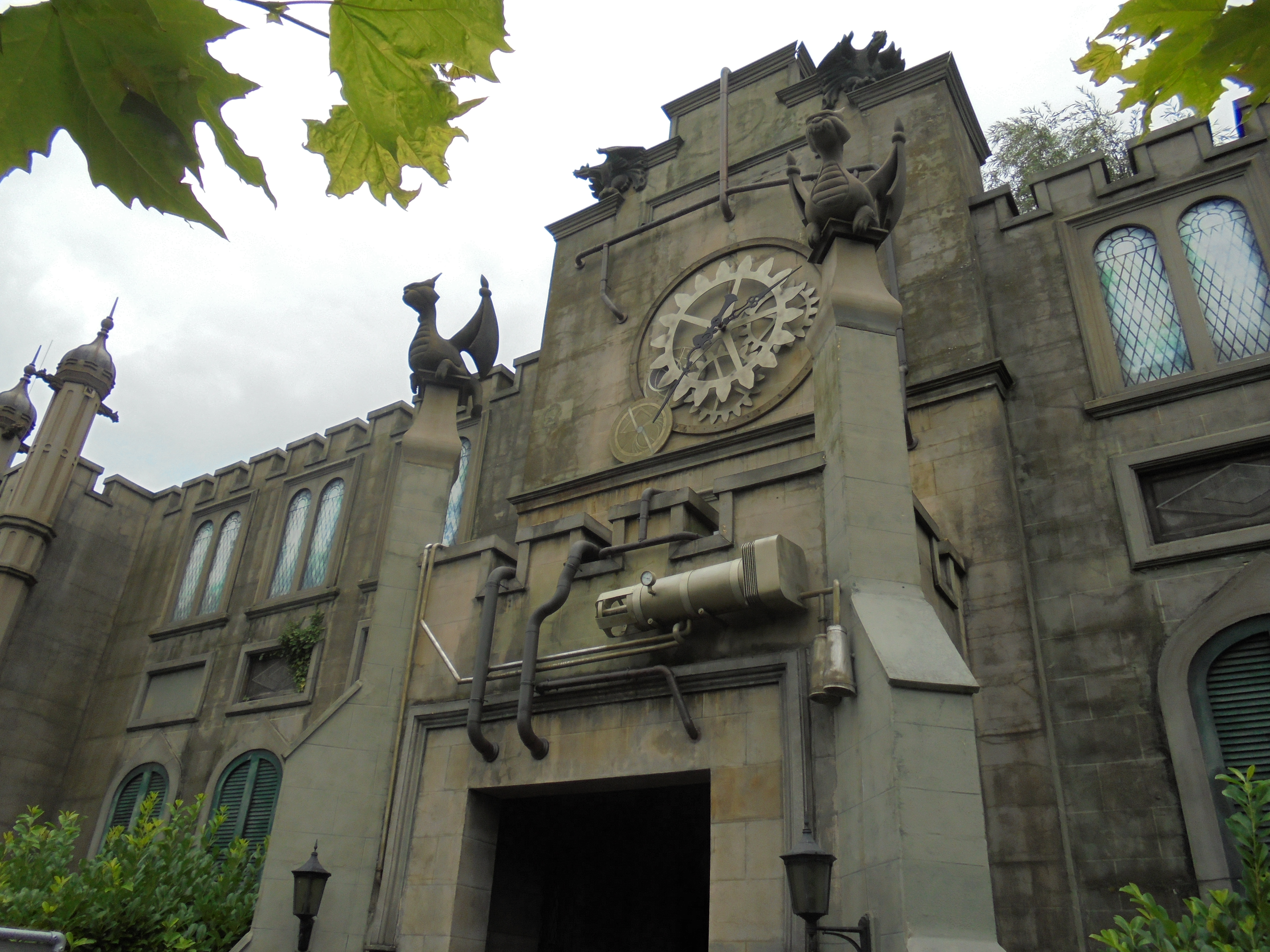
Entrée de Batman Adventure à Warner Bros. Movie World Germany
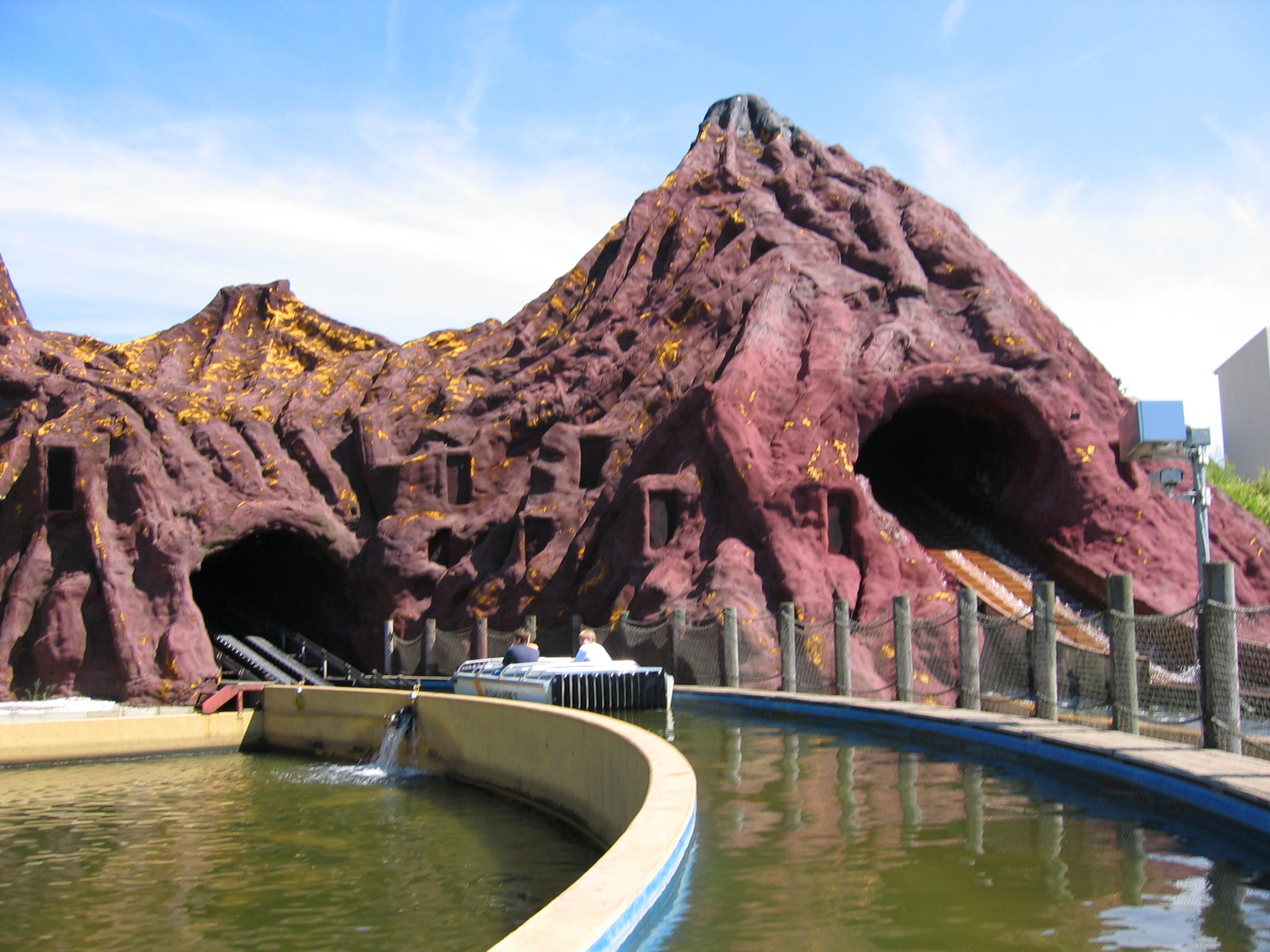
Bermuda Triangle: Alien Encounter à Warner Bros. Movie World Germany
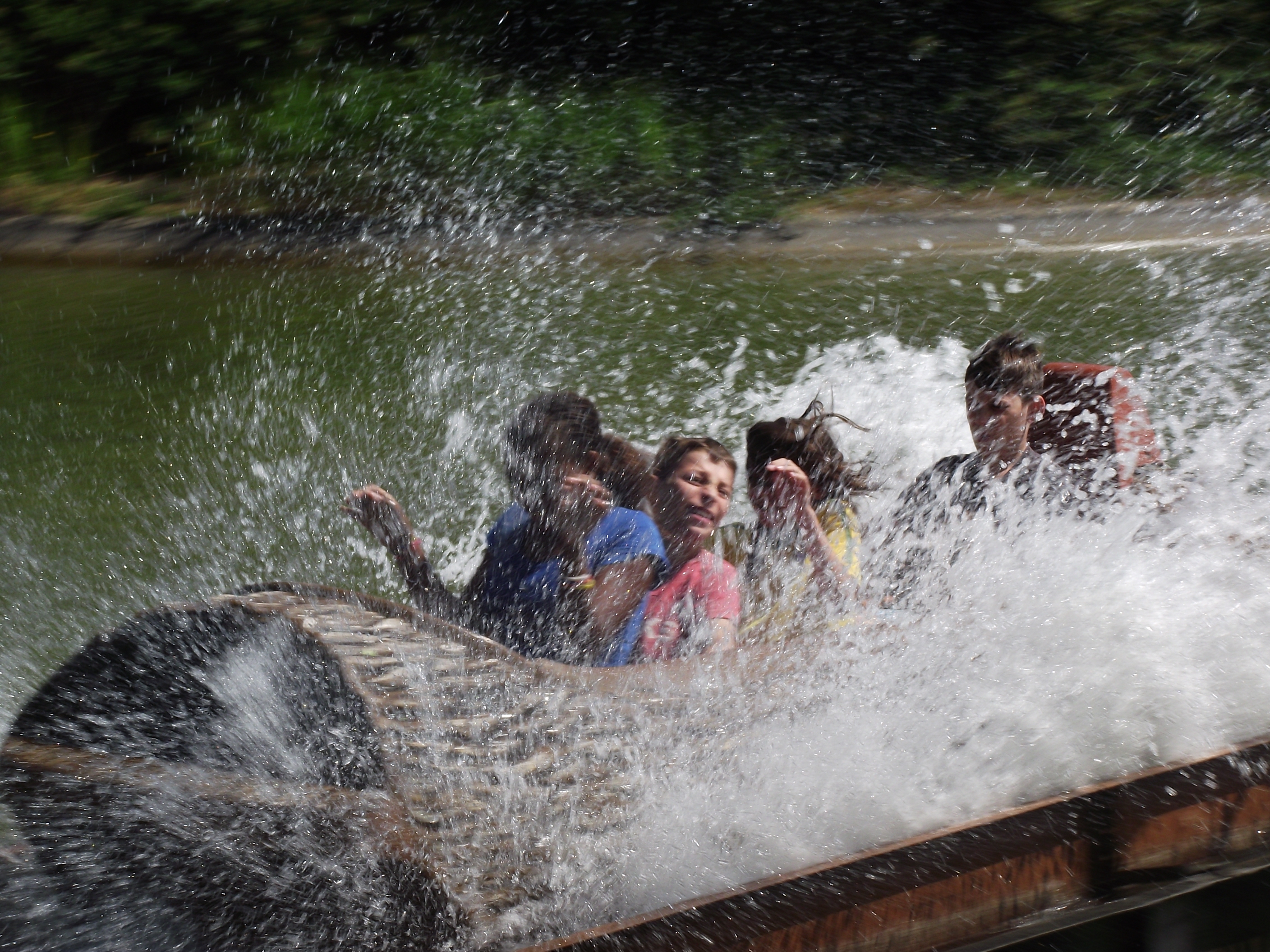
Drakkar à Walibi Aquitaine
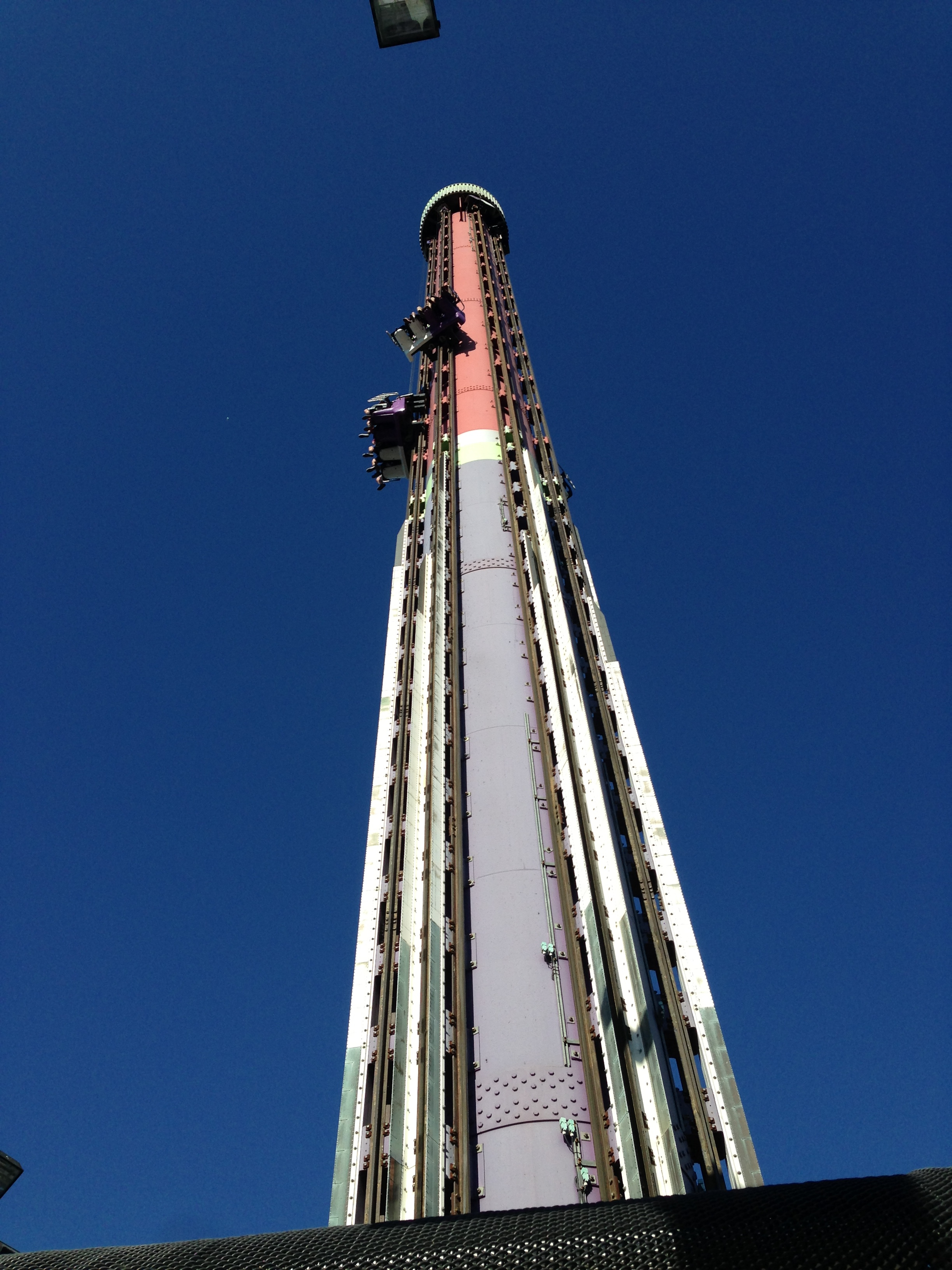
Drop Zone: Stunt Tower à Paramount's Great America
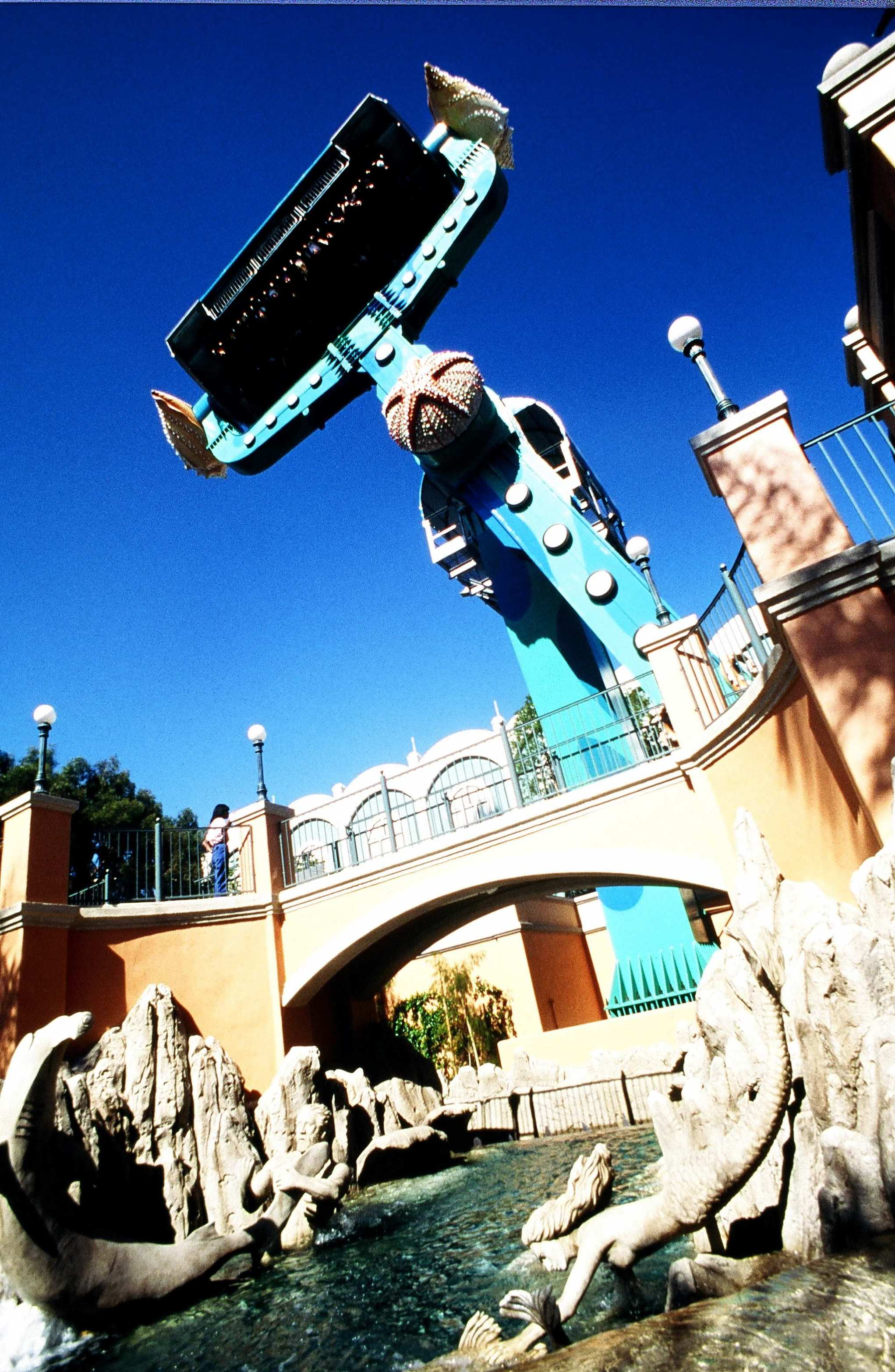
Hammerhead à Knott's Berry Farm
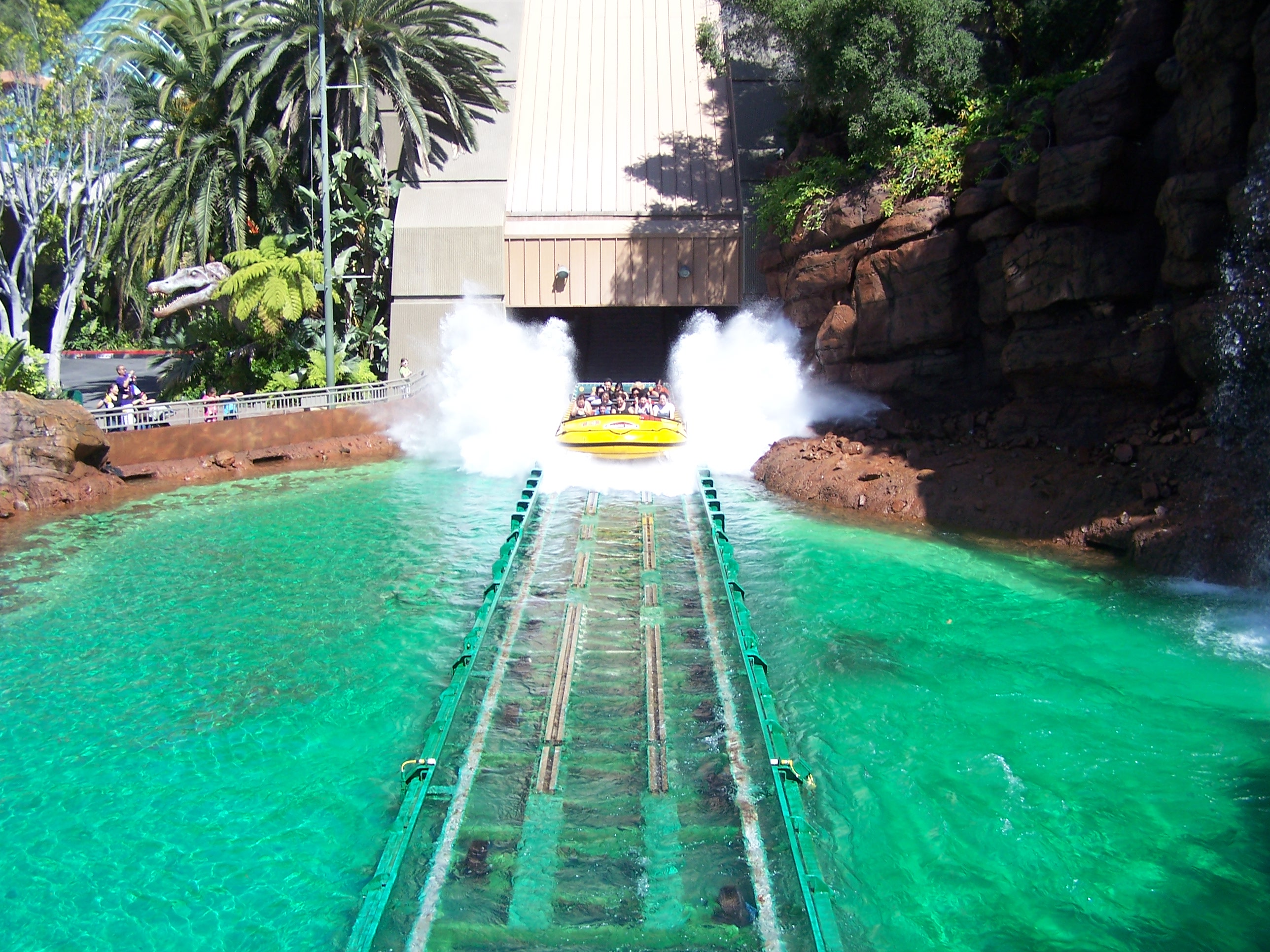
Jurassic Park: The Ride à Universal Studios Hollywood
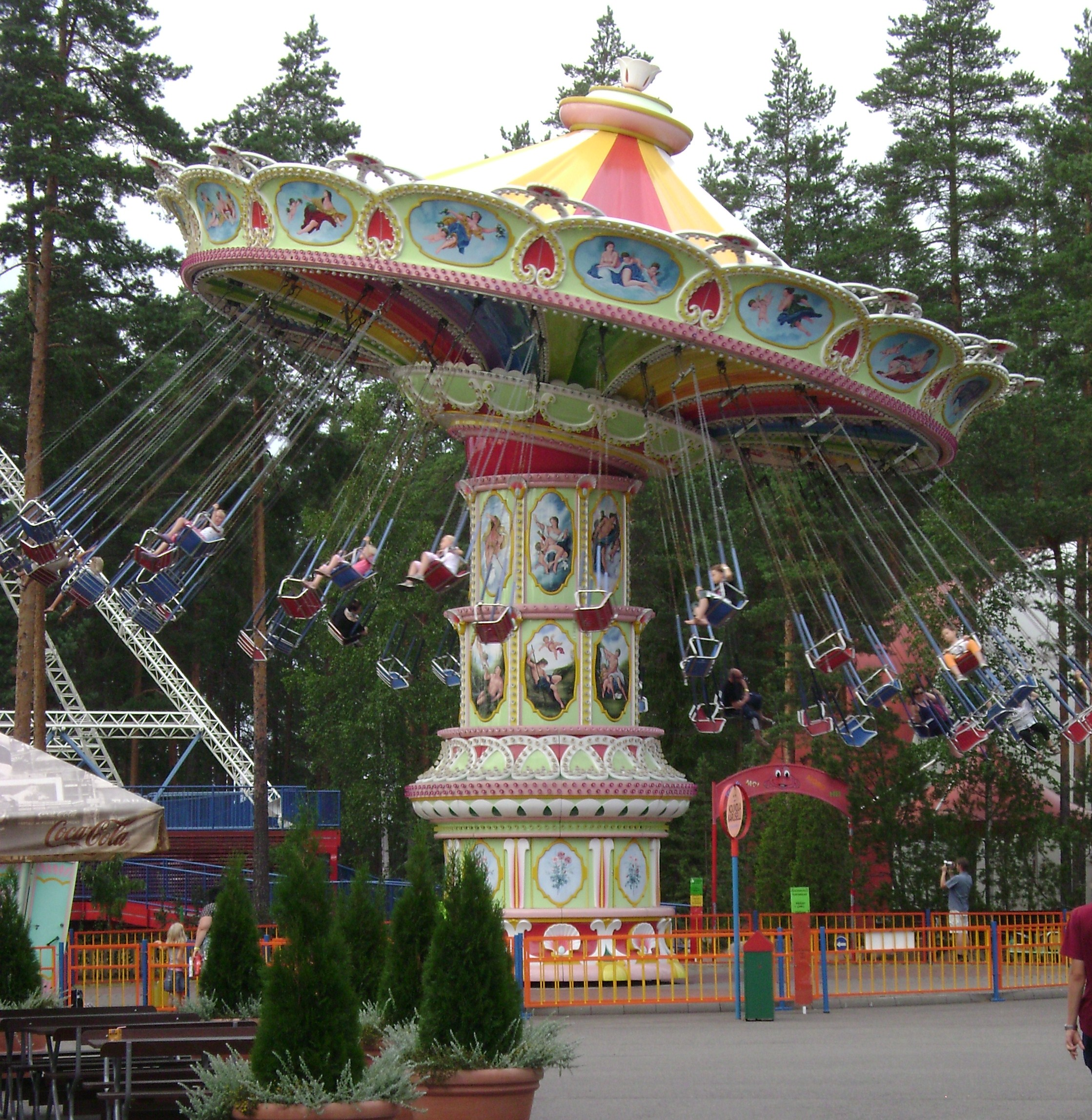
Keinukaruselli à Tykkimäki
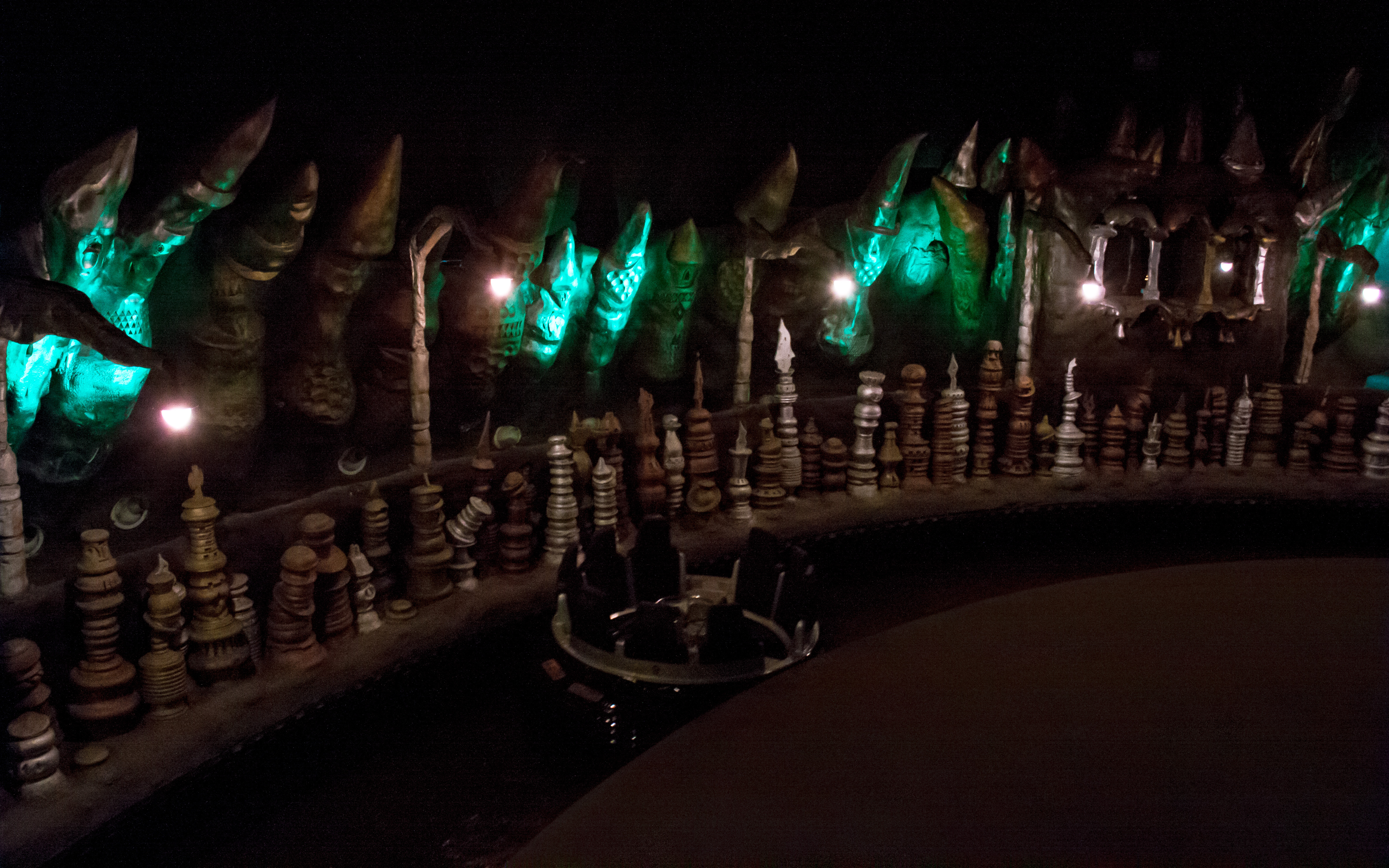
Mystery River à Warner Bros. Movie World Germany
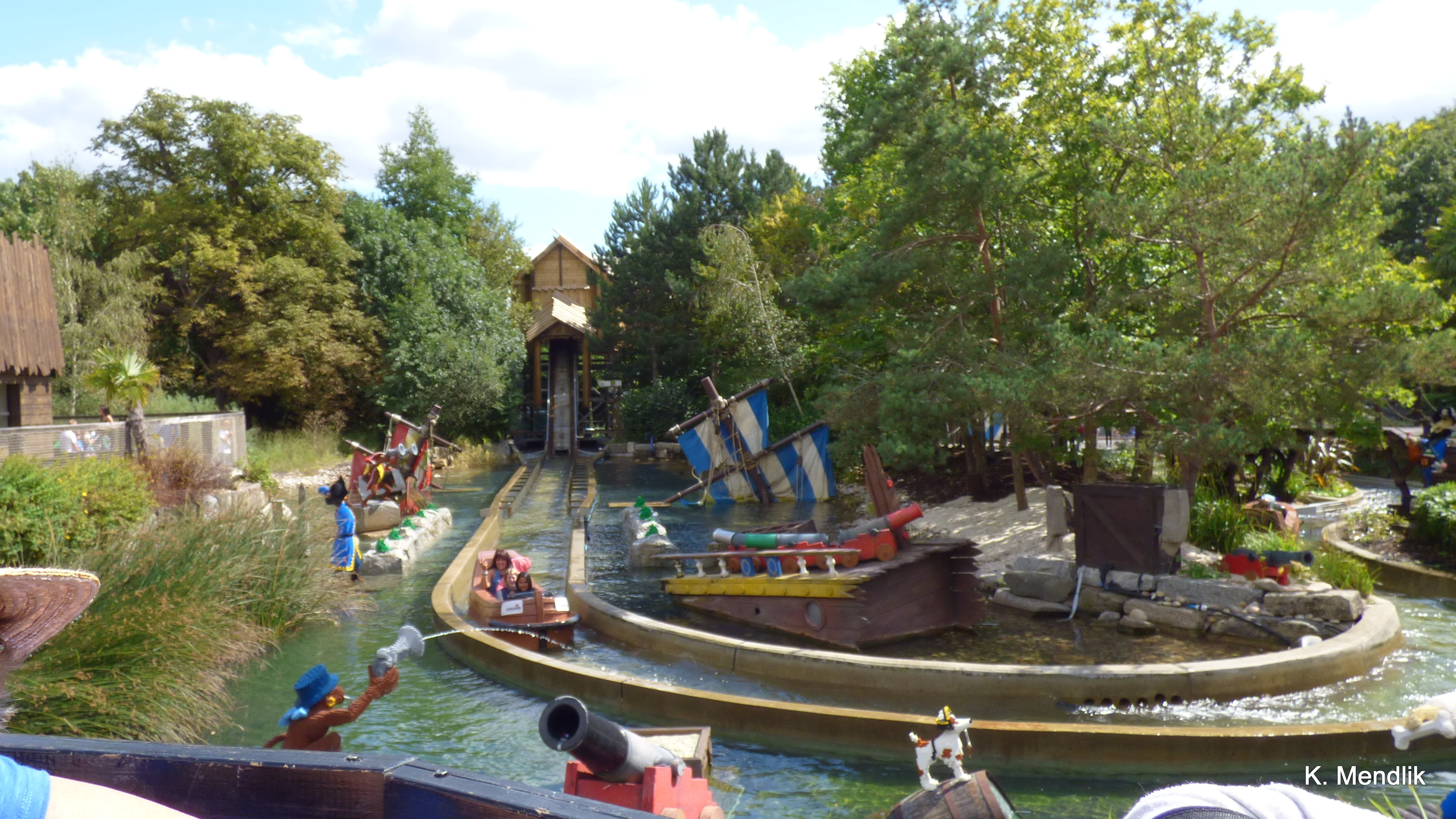
Pirate Falls Dynamite Drench à Legoland Windsor
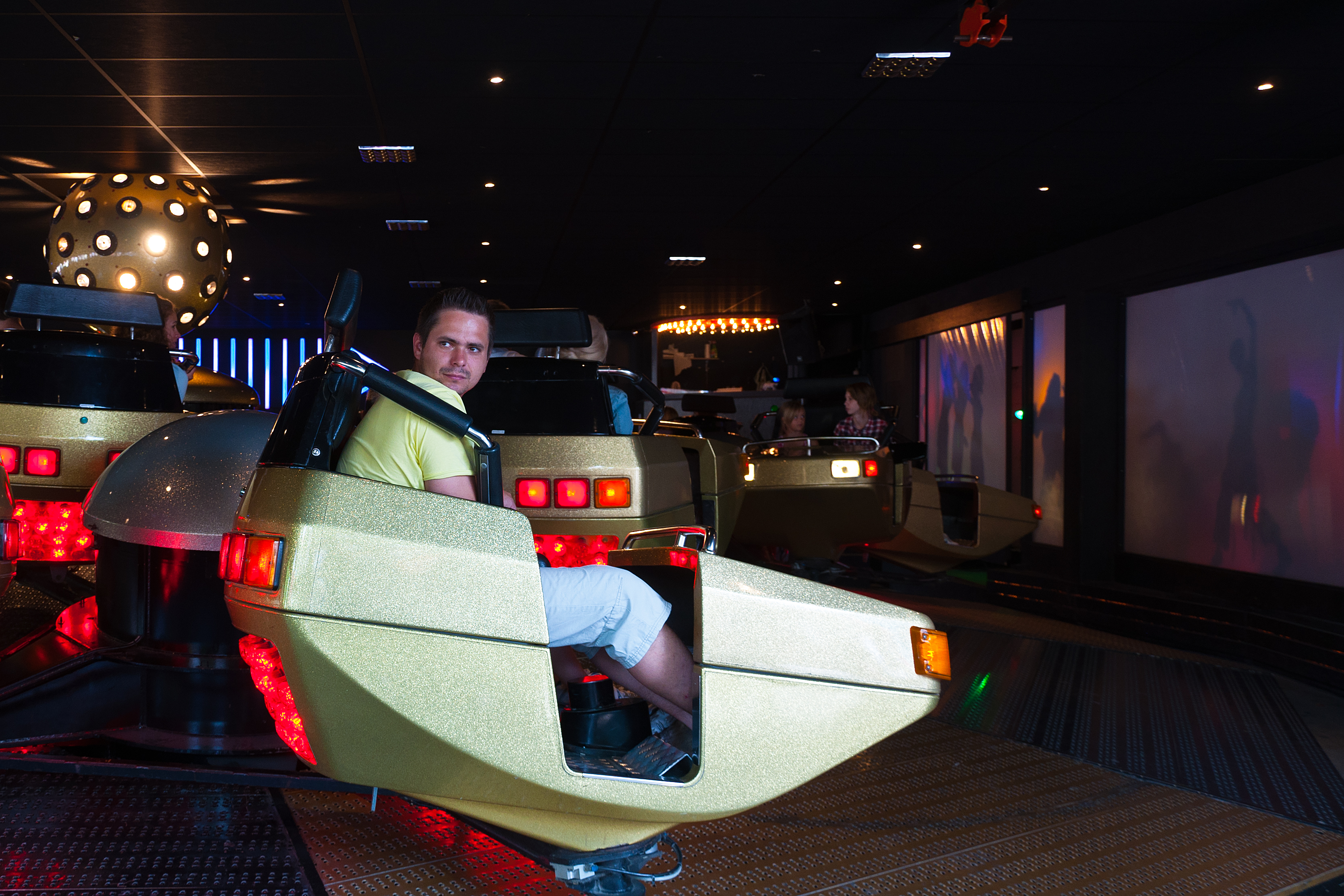
Pop-Expressen à Gröna Lund
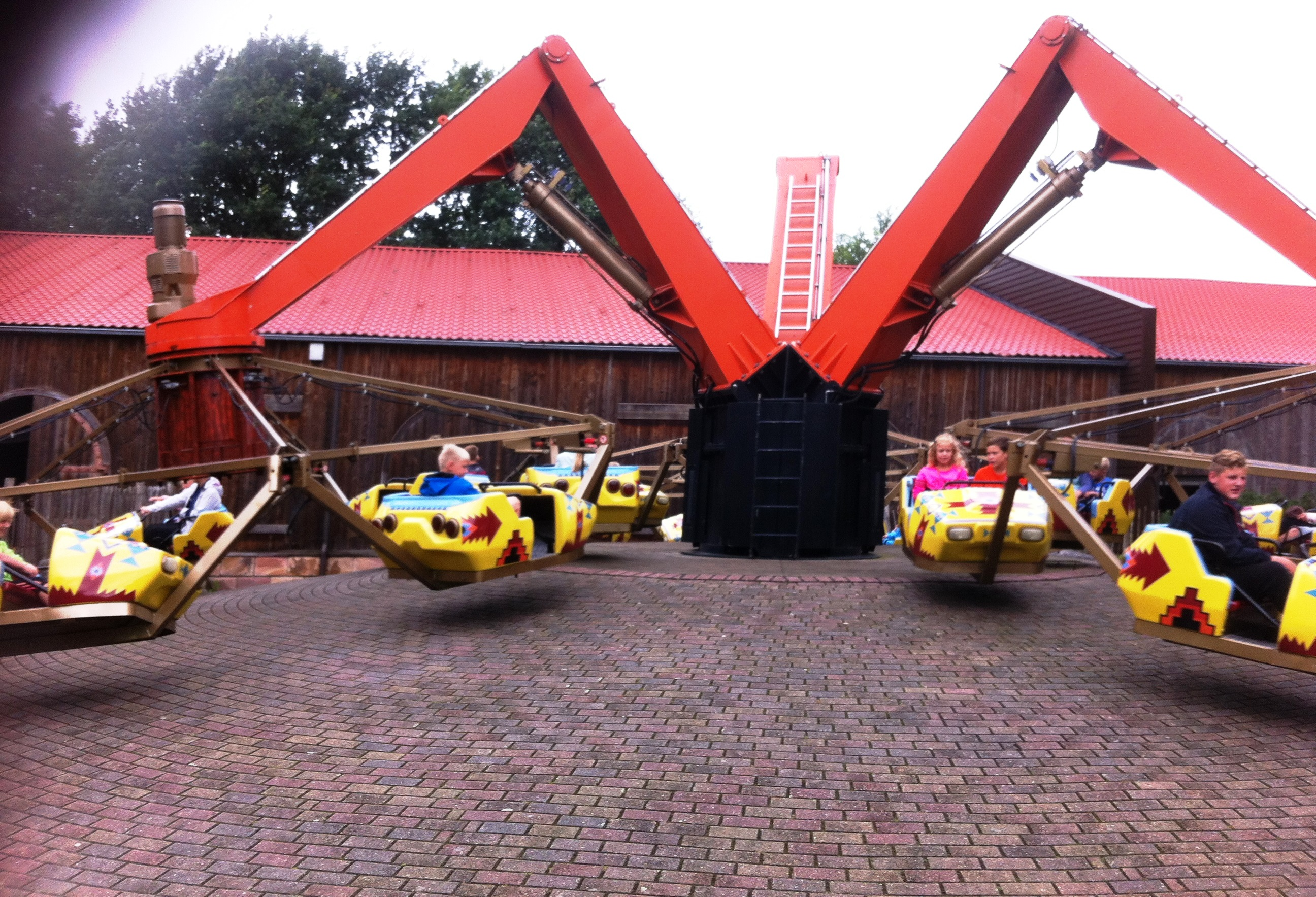
Tomahawk à Attractiepark Slagharen
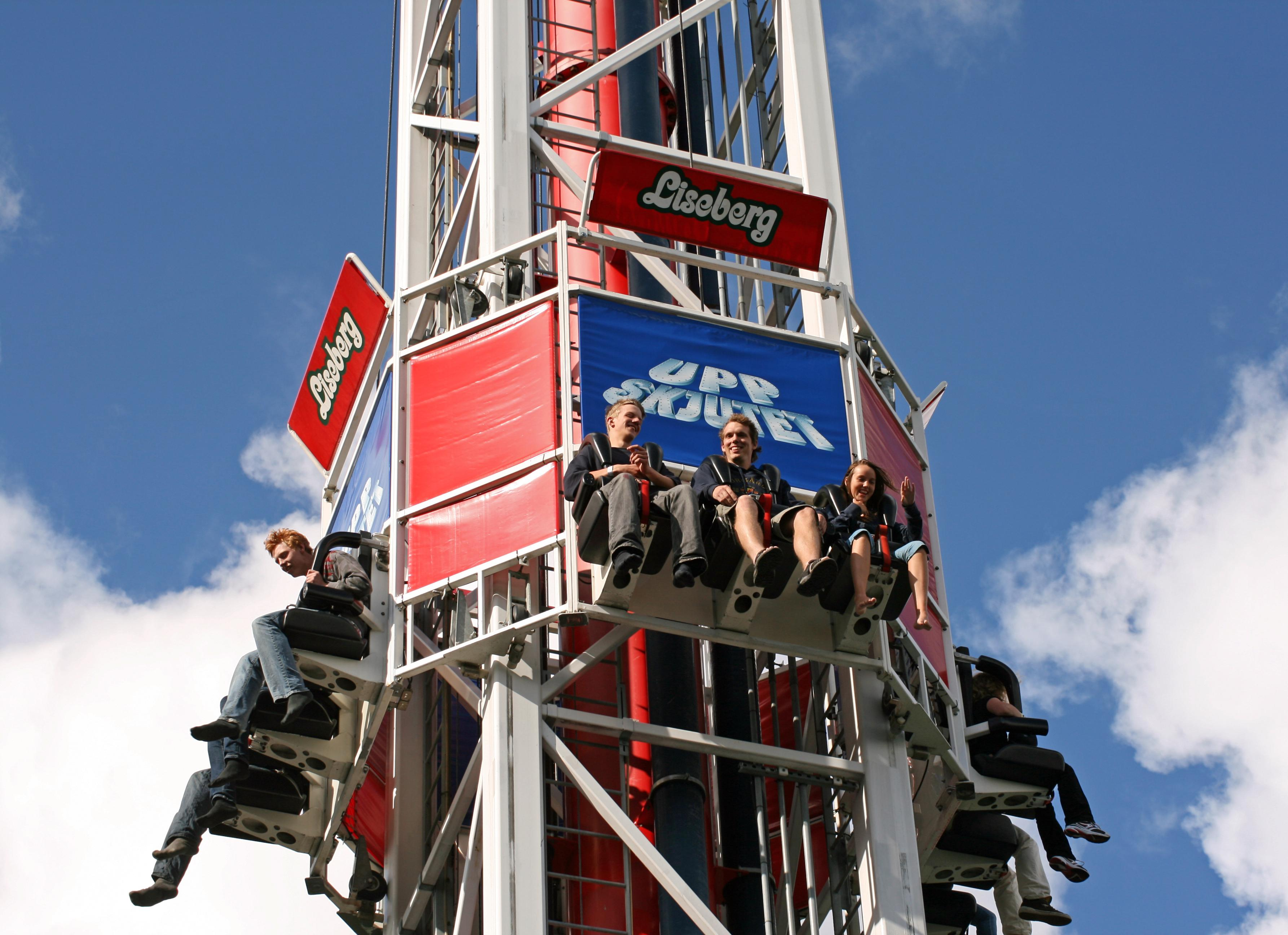
Uppskjutet à Liseberg
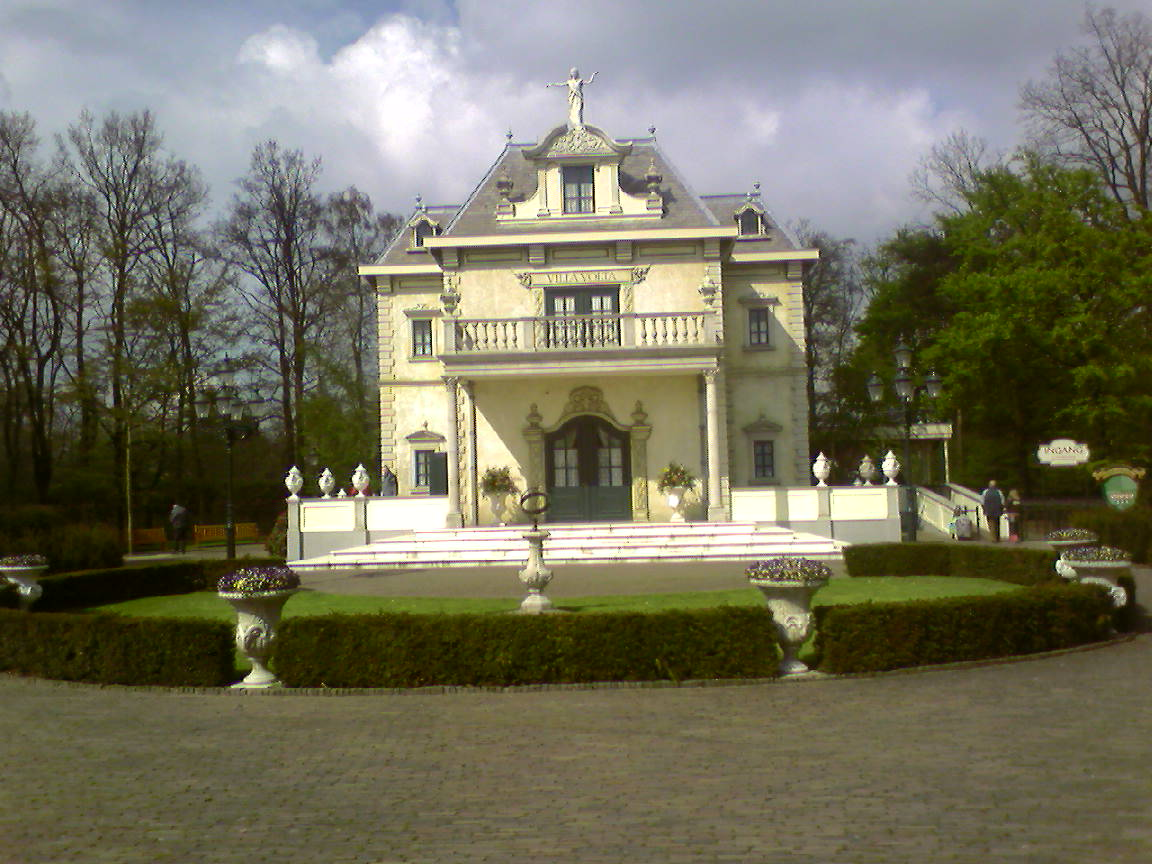
Villa Volta à Efteling
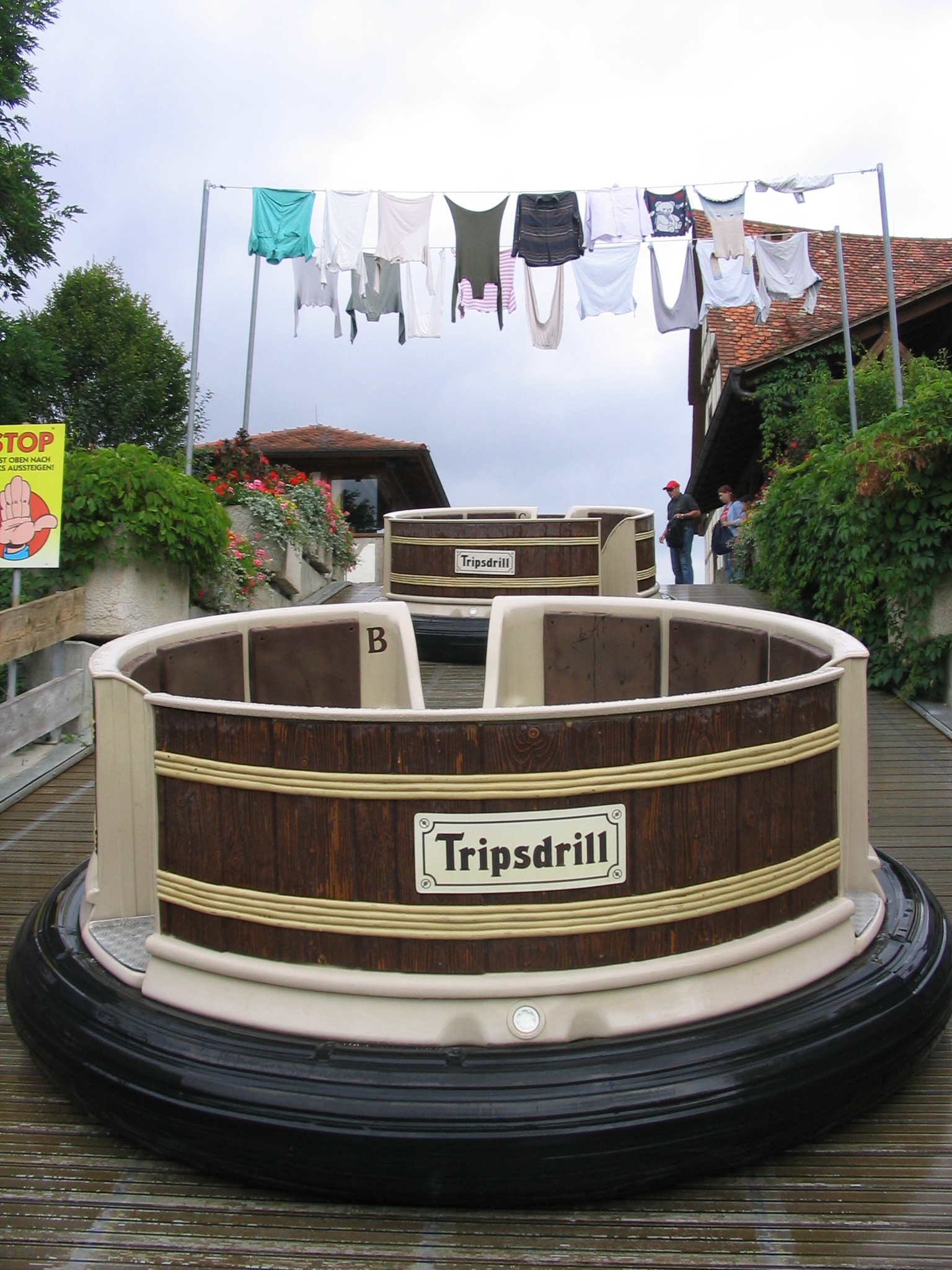
Waschzuber Rafting à Erlebnispark Tripsdrill
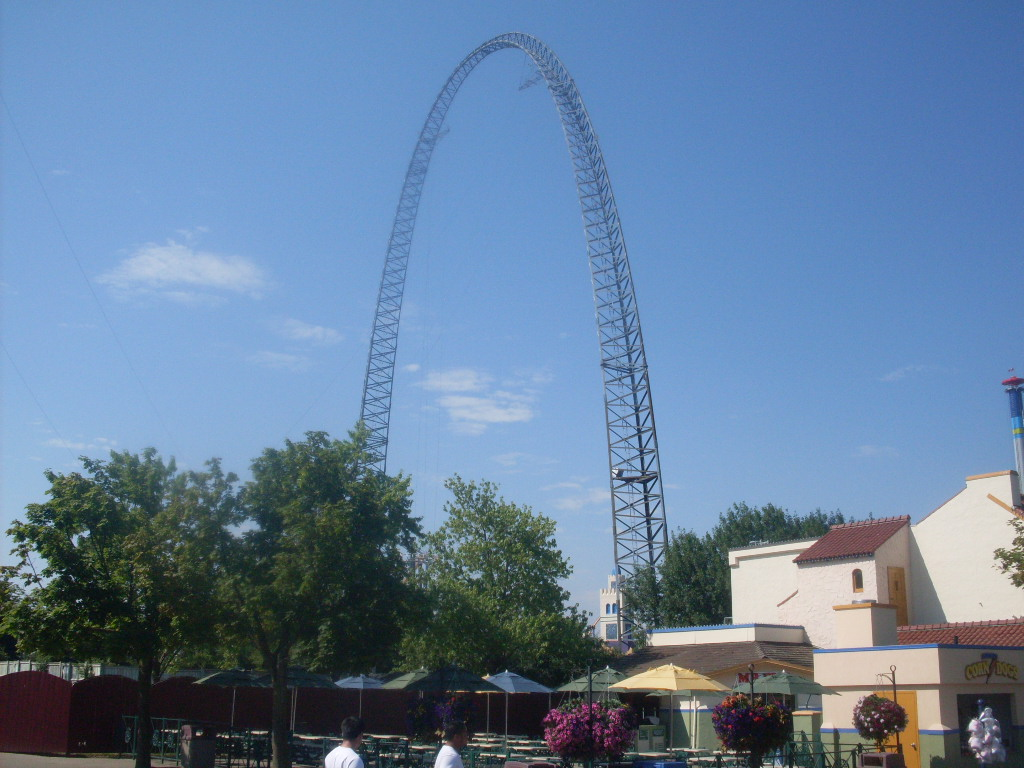
Xtreme Skyflyer à Canada's Wonderland
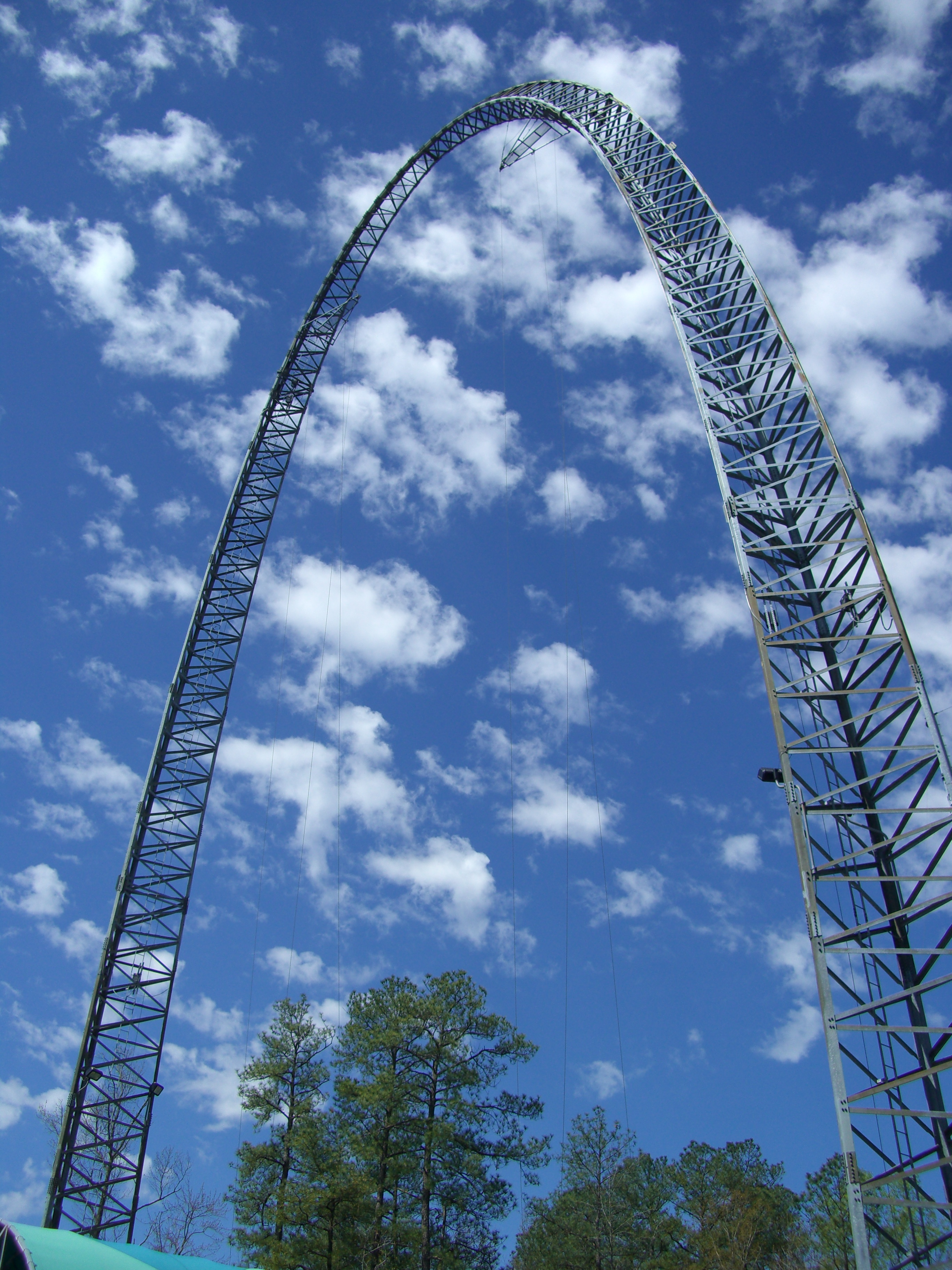
Xtreme Skyflyer à Kings Dominion

## Hôtels
- Disney's Hilton Head Island Resort ( États-Unis)

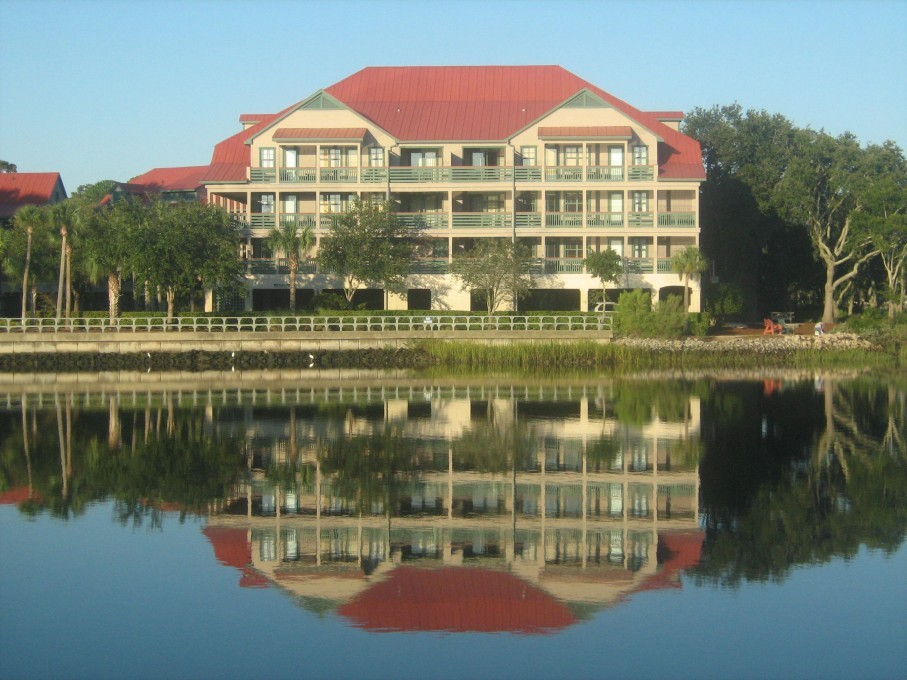
Disney's Hilton Head Island Resort